# Ökologisch-Demokratische Partei
Die Ökologisch-Demokratische Partei (Kurzbezeichnung ÖDP, Eigenschreibweise ödp) ist eine politische Partei in Deutschland. Inhaltliche Schwerpunkte der Kleinpartei sind auf ökologisch-konservativer Grundlage Demokratie, Umweltpolitik, Wachstumskritik und Familienpolitik.
Die ÖDP wurde 1982 als Bundespartei gegründet und ist Rechtsnachfolgerin der Grünen Aktion Zukunft (GAZ), der Grünen Liste Umweltschutz Hamburg (GLU) sowie der Arbeitsgemeinschaft Ökologische Politik. Den stärksten Wählerzuspruch erfährt die Partei in Bayern, wo sie bei Landtagswahlen seit 1990 jeweils etwa 1 bis 2 % Wählerstimmen erhielt und die Anzahl ihrer Mandate auf kommunaler Ebene auf 486 ausbauen konnte (+ 48 auf anderen Listen, Stand September 2021).
Seit der Europawahl 2014 ist die ÖDP mit einem Sitz im Europäischen Parlament vertreten: Der ehemalige Bundesparteivorsitzende Klaus Buchner errang erstmalig das Mandat, bei der Europawahl 2019 wurde er wiedergewählt. Nach dessen vorzeitiger Mandatsniederlegung rückte am 16. Juli 2020 Manuela Ripa auf den ÖDP-Sitz im Europäischen Parlament nach, bei der Europawahl 2024 wurde sie dann wiedergewählt. Buchner und bis 2024 auch Ripa gehörten in Straßburg der Grünen-EFA-Fraktion, ab 2024 ist Ripa individuelles Mitglied der Fraktion der EVP.

## Inhaltliches Profil
Die aktuelle Fassung des Grundsatzprogramms wurde auf dem Bundesparteitag am 4./5. Mai 2013 in Coburg beschlossen. Die Vorgänger waren das aus dem Gründungsjahr 1982 stammende sowie die im Oktober 1993, 1997 und 2008 verabschiedeten Grundsatzprogramme. Das Bundespolitische Programm, das im Gegensatz zum Grundsatzprogramm konkrete Forderungen enthält, wurde 2002 beschlossen und in den folgenden Jahren fortgeschrieben.
Das aktuelle Europapolitische Programm der ÖDP wurde im Jahr 2014 beschlossen. Die ÖDP ist nach eigenem Bekunden postmateriell ausgerichtet und von christlich-humanistischen Werten geprägt. Die Partei beschreibt sich als offen für Menschen verschiedener Religionen und Weltanschauungen. Zudem legt sie ihren Ansprüchen zufolge Wert auf die Prinzipien der Nachhaltigkeit und Stärkung der direkten Demokratie in Deutschland. Angestrebt wird von Seiten der Partei eine Wende im Lebens- und Wirtschaftsstil: Die „Überfluss- und Verschwendungswirtschaft“ soll zugunsten von nachhaltigem Umgang mit den Ressourcen und „echter Lebensqualität“ aufgegeben werden. Diese Botschaft wurde von der ÖDP in den 1980er Jahren und dann wieder zur Europawahl 2019 mit dem Slogan „Weniger ist mehr“ in Wahlspots und anderen Werbematerialien als ihre Kernaussage verbreitet.

### Umwelt- und Energiepolitik, Tierschutz
Zentrales Motiv der Programmatik ist der Erhalt der natürlichen Lebensgrundlagen. Die Partei plädiert dafür, auf „wirtschaftliche Aktivität zu verzichten, wenn übergeordnete Ziele des Arten- und Lebensgrundlagenschutzes dies erfordern“.
Die ÖDP lehnt die Nutzung der Kernenergie ab, da sie ein „Risiko für Mensch und Natur“ darstelle. Der derzeitige Atomausstieg ist ihr nicht konsequent genug. Erneuerbare Energien sollen dagegen verstärkt gefördert und billiger werden. Finanziert werden sollen diese, indem auf den Ausbau von Flughäfen sowie des Straßennetzes verzichtet wird. Darüber hinaus setzt sich die Partei für eine stärkere Besteuerung von Kerosin und den Ausbau des öffentlichen Nahverkehrs ein.
Ferner plädiert die Partei für „eine naturverträgliche Landwirtschaft mit artgerechter Tierhaltung“ und für eine „naturnahe Forstwirtschaft“. Der „Schutz der natürlichen Lebensgrundlagen“ und der Tierschutz sollen als Staatsziel ins Grundgesetz aufgenommen werden.
Die Grenzwerte für Mobilfunk müssen nach Auffassung der ÖDP gesenkt werden, da eine „Vielzahl von wissenschaftlichen Studien aus aller Welt“ bewiesen hätten, dass die dabei entstehenden Strahlen gesundheitsschädlich seien.

### Sozial- und Familienpolitik
Laut Grundsatzprogramm dürfe am „Sozialstaatsgebot des Artikel 20 Grundgesetz […] nicht gerüttelt werden“. Die Sozialsysteme sollen auch über Steuern auf Energieverschwendung und Kapitalerträge finanziert werden.

Plakat der ÖDP zur Einführung eines Erziehungsgehaltes

Die Familie gilt der ÖDP als „bewährteste Lebensform“ und „Fundament unserer Gesellschaft“.
Die ÖDP bezieht den „Grundsatz der Nachhaltigkeit“ auch auf das Sozialsystem. Nachhaltigkeit soll besonders bei der Jugend- und Alterssicherung dadurch erreicht werden, dass jedem Anspruch eine Gegenleistung gegenübersteht („Grundsatz der Leistungsgerechtigkeit“), so dass sich das System dauerhaft selbst trägt.
Die ÖDP kritisiert, dass der Generationenvertrag nur einseitig zugunsten der Rentner ausgestaltet worden sei, während die Kosten der Kindererziehung überwiegend bei den Eltern verblieben seien. Diese „Vergesellschaftung“ des Kindernutzens habe eine wirtschaftliche und ideelle Abwertung von Kindererziehung und Familie zur Folge gehabt. Da bei diesem System die nachfolgende Generation neben den eigenen Eltern auch die wachsende Zahl von Rentnern ohne Kinder zu versorgen habe, werde die junge Generation überfordert. So bestehe eine Verletzung der Leistungsgerechtigkeit zwischen den Generationen. Die Folge seien überhöhte Lohnnebenkosten und Steuern und damit eine Förderung von Arbeitslosigkeit und Staatsverschuldung. Da ein solches System auf Dauer nicht funktionsfähig sei, werde zudem der Grundsatz der Nachhaltigkeit verletzt.
Die ÖDP strebt eine ausgewogene Lastenverteilung sowohl zwischen Eltern und Kinderlosen als auch zwischen heutigen und künftigen Generationen an. Hierzu wird einerseits ein hälftiger Ausgleich der Erziehungskosten durch höheres Kindergeld und ein Erziehungsgehalt vorgeschlagen. Im Gegenzug solle die nächste Generation die Renten für alle zur Hälfte finanzieren. Eltern stehe entsprechend ihrem höheren Beitrag bei den Kinderkosten zusätzlich eine Elternrente zu. Kinderlose sollten die zweite Rentenhälfte selbst mit Hilfe der ersparten Kinderkosten über eine Pflicht-Kapitalversicherung finanzieren und damit die kleinere nachfolgende Generation entlasten. Da das Umlageverfahren auf der Kindererziehung beruhe und diese unabhängig vom Arbeitsverhältnis sei, müsse die gesetzliche Rentenversicherung auf alle Bürger ausgedehnt werden. Freiwillige Zusatzversicherungen sollten weiter möglich bleiben.
Die ÖDP kritisiert das seit 2007 geltende Elterngeldgesetz, weil die Höhe des Elterngeldes vom vorangegangenen Einkommen abhängig ist. Eine steuerfinanzierte Sozialleistung, die tendenziell Wohlhabendere begünstige, widerspreche dem Sozialstaatsgebot. Dadurch würden geringverdienende Eltern, noch in Ausbildung befindliche junge Eltern sowie Eltern mit mehreren Kindern benachteiligt. Das widerspreche dem Gleichheitsgebot nach Art. 3 Abs. 1 GG. Die Benachteiligung von Mehr-Kinder-Familien widerspreche darüber hinaus auch dem Schutzgebot der Familie nach Art. 6 Abs. 1 GG. Daher unterstützte die Partei mehrere Klagen und Verfassungsbeschwerden gegen die Einkommensabhängigkeit des Elterngeldes und hat auch ein Rechtsgutachten zur Frage der Verfassungsmäßigkeit des Elterngeldgesetzes erstellen lassen, das die Auffassung der ÖDP weitgehend bestätigt hat. Das Bundesverfassungsgericht nahm die Beschwerde Ende 2011 nicht zur Entscheidung an; die Ausgestaltung des Elterngeldes sei verfassungsgemäß.
Schwangerschaftsabbrüchen steht die ÖDP größtenteils skeptisch gegenüber. Sie befürwortet und unterstützt jedoch den gefundenen und geltenden Rechtskompromiss. Die ÖDP verspricht sich von ihrem Sozialprogramm eine deutliche Verminderung der Abtreibungsquote, da mit dessen Umsetzung die sozialen Motivationen dazu weitgehend beseitigt würden.

### Gesundheitspolitik
Die ÖDP lehnt die Privatisierung von Kliniken ab und sieht den Staat verantwortlich für ein flächendeckendes Gesundheitssystem. Dazu soll dieses am Gemeinwohl orientiert sein und nicht an betriebswirtschaftlicher Logik und Gewinnorientierung.
Die strafrechtliche Verfolgung von Drogenkriminalität soll auf Handelsstrukturen und Dealernetzwerke konzentriert werden statt Konsumenten zu kriminalisieren. Marihuana soll durch Freigabe des Erwerbs und Konsums in zugelassenen Verkaufsstellen ab 18 Jahren entkriminalisiert werden. Die Aufklärung über Gefahren und Risiken von legalen und illegalen Drogen soll verstärkt werden.
In Bayern startete die ÖDP 2003 ein Volksgesetzbegehren gegen das Klonen von Menschen, das aber nicht genügend Unterschriften erreichte.
Bei der Corona-Politik setzt die ÖDP auf Vorsorge und Freiwilligkeit. In ihren „Statements zu Corona“ steht (Zitat): „Das Welt- und Menschenbild der ÖDP ist geprägt von der Achtung vor der Schöpfung und ihren wunderbaren Mechanismen, die das Leben auf diesem Planeten zusammenhalten.“ Es werden Zweifel an der Qualität der Zulassungsverfahren der Impfstoffe und Bedenken vor eventuellen Langzeitschäden durch die Impfungen geäußert. Beim Thema Impfen hätte die ÖDP lieber Ergebnisse von Langzeitstudien abgewartet.
Eine Impfpflicht lehnt die ÖDP ab, ebenso eine Auskunftspflicht über den Impfstatus.
Die ÖDP spricht sich gegen Regulierungsmaßnahmen wie 3G oder 2G aus.
Schwerpunkte der ÖDP sind das Vorsorge- und Freiwilligkeitsprinzip mit Stärkung der Resilienz; das gelte auch in der Corona-Krise. Neben pharmazeutisch hergestellten Arzneimitteln sollen auch Naturheilmittel zum Einsatz kommen.
Die ÖDP fordert, dass über den Long-Covid-Komplex endlich verlässliche Daten erhoben und Behandlungsrichtlinien entwickelt werden. Davon seien Patienten mit den unterschiedlichsten Symptomatiken betroffen.
Bei der Diskussion um den richtigen Umgang mit der Corona-Pandemie distanziert sich die ÖDP von allen radikalen Gruppierungen wie Querdenkern oder Corona-Rebellen und fordert ihre Mitglieder auf, sich nicht an Demonstrationen dieser Gruppen zu beteiligen.
Die Haltung zu einschränkenden Maßnahmen zur Bekämpfung der Pandemie wird innerhalb der Partei kontrovers diskutiert. Es kam zu Rücktritten und offener Sympathiebekundung wegen inhaltlicher Nähe zu Gegnern von Corona-Maßnahmen auf der unteren Führungsebene.

### Bildungspolitik
Studiengebühren für das Erststudium werden von der Partei abgelehnt, da sie befürchtet, dass diese zu einer sozialen Auslese führen. Die ÖDP setzt sich für die Vielfältigkeit des Schulsystems ein. Die Beibehaltung des dreigliedrigen Schulsystems wird befürwortet, zugleich sollen jedoch auch Gesamtschulen und Schulmodelle freier Trägerschaft besucht werden können. Allerdings soll der Unterricht bis zur 6. Jahrgangsstufe für alle Schüler gemeinsam erteilt werden. Zudem beabsichtigt die Partei die Durchlässigkeit zwischen den verschiedenen Schultypen signifikant zu erhöhen. In den Hauptschulen soll ein möglichst praxisorientierter Unterricht erteilt werden, der durch Projektunterricht und häufige, ausgedehnte Praktika unterstützt wird. Außerdem soll der Kontakt zu den jeweiligen lokalen Betrieben intensiviert werden, um die Zukunftsperspektiven der Schüler zu erhöhen. Ziel der ÖDP ist es außerdem, ein für alle Bundesländer verbindliches, einheitliches Mindestniveau der Schulabschlüsse zu erreichen. Ferner wird ein so genanntes modulares Abitur befürwortet, in dem die Schüler die Entscheidung treffen können, ob sie die allgemeine Hochschulreife erst nach 13 oder bereits nach 12 Jahren anstreben.

### Wirtschafts- und Steuerpolitik

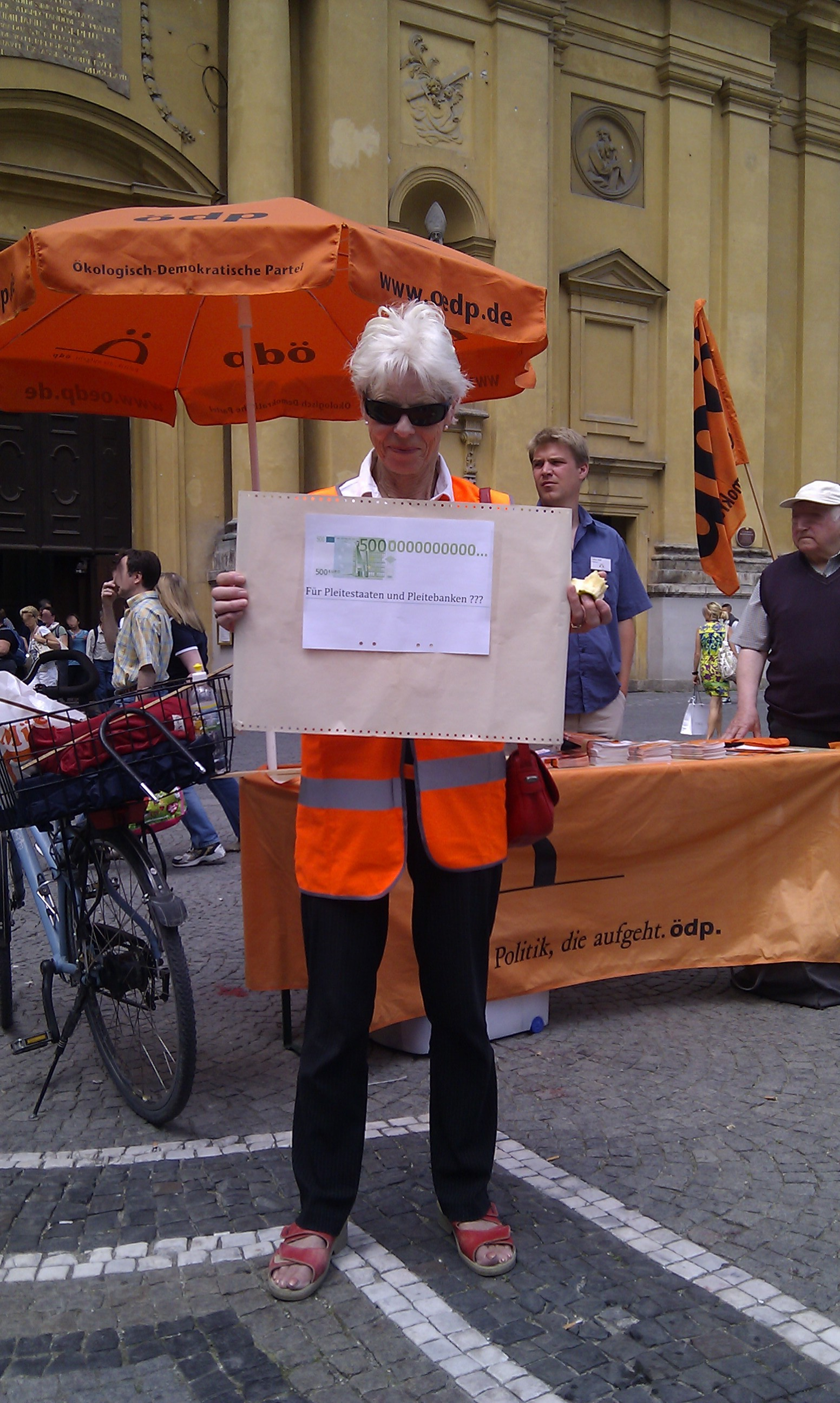
Informationsstand auf der Demonstration „Gegen den ESM – Für Demokratie in Europa“
(München, Juni 2012)

Nach Meinung der ÖDP wird das bisherige marktwirtschaftliche System scheitern, da es „auf einseitigen materiellen Verbrauch“ ausgerichtet sei. Das Grundprinzip der Nachhaltigkeit soll Basis jeder menschlichen Aktivität sein, da die „Mittel auf dem Planeten Erde“ begrenzt seien. Vorrangig müsse der Energie- und Rohstoffverbrauch mit den damit zusammenhängenden Schadstoffabgaben durch Steuern belastet werden. Ein Ausgleich dafür sei der schrittweise Abbau der Lohnnebenkosten sowie eine Pro-Kopf-Rückvergütung der Ökosteuern. Bereits 1983 forderte die ÖDP die Einführung einer aufkommensneutralen ökologischen Steuerreform. Menschen, die ökologisch bewusst handeln, sollen steuerlich entlastet werden, umgekehrt soll unökologisches Wirtschaften durch höhere Steuern unattraktiv werden. Die Mehrwertsteuer wird als „sozial und ökologisch blind“ bezeichnet und soll deshalb deutlich gesenkt werden. Ziel ist

„eine Marktwirtschaft, die rationell mit nicht erneuerbaren Stoffen umgeht, erneuerbare Quellen nutzt und entwickelt, sich dezentral organisiert, volkswirtschaftliche Schäden in den Preisen für Energie und Rohstoffe zum Ausdruck bringt und durch staatliche Rahmensetzung zu sozialer und ökologischer Verantwortung veranlasst wird.“

Die Partei bekennt sich in ihrem Grundsatzprogramm in wesentlichen Teilen zu Ideen der Wachstumskritik und fordert eine Wirtschaftsform ohne Wachstumszwang. Mit weniger materiellem Aufwand soll eine höhere Lebensqualität erreicht werden, was eine Bewusstseinsveränderung voraussetzt.

„Wir wollen der Wirtschaft mehr Anreize geben, nach Gemeinwohl und Zusammenarbeit statt nach Gewinn und Konkurrenz zu streben […] Die ÖDP tritt für die Ökologisch-Soziale Marktwirtschaft ein. Diese soll […] umweltfreundlich (ökologisch) und menschenfreundlich (sozial) sein.“

Die ÖDP strebt eine „strikte Trennung von politischem Mandat und wirtschaftlicher Interessenvertretung“ an. Spenden von Unternehmen an Parteien sollen verboten werden, da sie Korruption darstellen. Die Abgeordneten der ÖDP dürfen keine Aufsichtsratsposten besetzen, um Interessenskonflikte zu verhindern. Die ÖDP kritisiert, dass das „Eigeninteresse der Individuen“ die einzige gültige Grundannahme in Gesellschaft und Politik sei. Diese gehe von einer „radikal-liberalen Schule der Wirtschaftswissenschaft“ aus und habe sich „nahezu dogmatisch durchgesetzt“.

### Innenpolitik
Nach Ansicht der ÖDP sollen Volksbegehren und Volksentscheide auf kommunaler, Landes- und Bundesebene erleichtert beziehungsweise eingeführt werden. Ebenso plädiert sie für ein Wahlrecht von Geburt an, bei dem bis zur Vollendung des 14. Lebensjahres ihrer Kinder die Eltern stellvertretend wählen sollen. 14- bis 17-Jährige sollen auf Antrag bereits eigenständig wählen dürfen.
Verfassungsfeinde müssten nach Auffassung der ÖDP deutlich bekämpft werden. Parteien, die mit Extremisten sympathisieren, sollen verboten werden.
Ferner müsse der demokratische Staat in der Lage sein, Gefahren abzuwehren, die „aus der Ausbreitung des organisierten Verbrechens“ erwachsen. Die zunehmende Kriminalität sei eine „Herausforderung für Gesellschaft und Staat“, weil der „Anspruch der Bürgerinnen und Bürger auf Sicherheit und Unversehrtheit“ nicht erfüllt werde. Deshalb sei neben der Polizei und der Justiz auch Zivilcourage gefragt, die die „Mentalität des Wegschauens“ ablösen müsse. Die ÖDP plädiert darüber hinaus für eine Verbrechensvorbeugung, die unter anderem eine „Verbesserung sozialer Rahmenbedingungen“ und eine „Erziehung zu gegenseitiger Achtung und mehr Rechtsbewusstsein“ beinhaltet. Außerdem soll in den Medien auf Gewaltdarstellung verzichtet werden.
Die Politik des ehemaligen Innenministers Wolfgang Schäuble – vor allem im Zuge der Terrorbekämpfung – lehnte die Partei ab, da diese ihrer Meinung nach eine Aushöhlung der Grundrechte darstelle.
Die bayerische ÖDP strebt die Direktwahl des Ministerpräsidenten von Bayern an. Nach Ansicht der Partei gibt es keine wirkliche Gewaltenteilung zwischen bayerischer Staatsregierung und Landesparlament. Daher hat die ÖDP Bayern 2012 ein Volksbegehren gestartet.

### Außenpolitik
Die Globalisierung wird aus Sicht der ÖDP in ihrer bestehenden Form abgelehnt, da ihrer Meinung nach nur wenige auf der Welt davon profitierten. Ferner wird „die Sicherung der Menschenrechte und die Herstellung eines hohen Maßes an Wohlfahrt und Gerechtigkeit in allen Ländern der Erde“ gefordert. Die Inhalte des Vertrags von Lissabon lehnt die Partei ab, weil sie nach ihrer Ansicht die Demokratie untergraben und zu neoliberal sind. Außerdem habe die Verabschiedung des Vertrags ihrer Auffassung nach keinerlei demokratische Legitimation aufgewiesen. Die ÖDP forderte Volksentscheide über den Vertrag in allen EU-Staaten, also auch in Deutschland. Unter anderem deshalb klagte sie gegen die Ratifizierung Deutschlands 2008 vor dem Bundesverfassungsgericht. Außenpolitisch plädiert die Partei außerdem für eine „weltweite Ächtung der ABC-Waffen“.

## Struktur

### Organe

#### Bundesparteitag
Höchstes Beschlussgremium der Partei ist der Bundesparteitag, der mindestens einmal, häufig zweimal im Jahr stattfindet. Der Bundesparteitag ist zuständig für die Wahl des Bundesvorstandes, des Bundesschiedsgerichts und der Bundesrechnungsprüfer. Er beschließt über die Satzung, die Geschäftsordnungen und Programme. Ihm gehören die Delegierten der Landesverbände sowie die Mitglieder des Bundesvorstandes an.

#### Bundeshauptausschuss
Der Bundeshauptausschuss ist zwischen den Bundesparteitagen das höchste Gremium. Auf ihm werden die Mitglieder der Bundeskommissionen gewählt. Er setzt sich zusammen aus den Delegierten der Landesverbände sowie dem geschäftsführenden Bundesvorstand.

#### Bundesvorstand
Der in jedem zweiten Kalenderjahr gewählte Bundesvorstand wird von einem Generalsekretär unterstützt, der allerdings nicht vom Bundesparteitag gewählt wird und somit auch nicht im Bundesvorstand stimmberechtigt ist. Die Position des Generalsekretärs wurde im September 2001 geschaffen und ist seitdem von Claudius Moseler besetzt.
| Vorsitzende              | Stellv. Vorsitzende         | Schatzmeister | Stellv. Schatzmeister | Schriftführer    | Stellv. Schriftführerin | JÖ-Vertretung | Beisitzer                                                                                   |
| ------------------------ | --------------------------- | ------------- | --------------------- | ---------------- | ----------------------- | ------------- | ------------------------------------------------------------------------------------------- |
| Günther Brendle-Behnisch | Kirsten Jäkel, Helmut Kauer | Dirk Uehlein  | Willi Reinbold        | Beatrix Springer | Corinne Enders          | Lukas Leinen  | Herbert Einsiedler, Manuela Ripa, Siegmund Schönberger, Dominik Mozzicato, Andreas Volkmann |

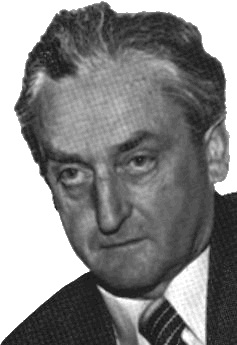
Herbert Gruhl Bundesvorsitzender 1982–1989
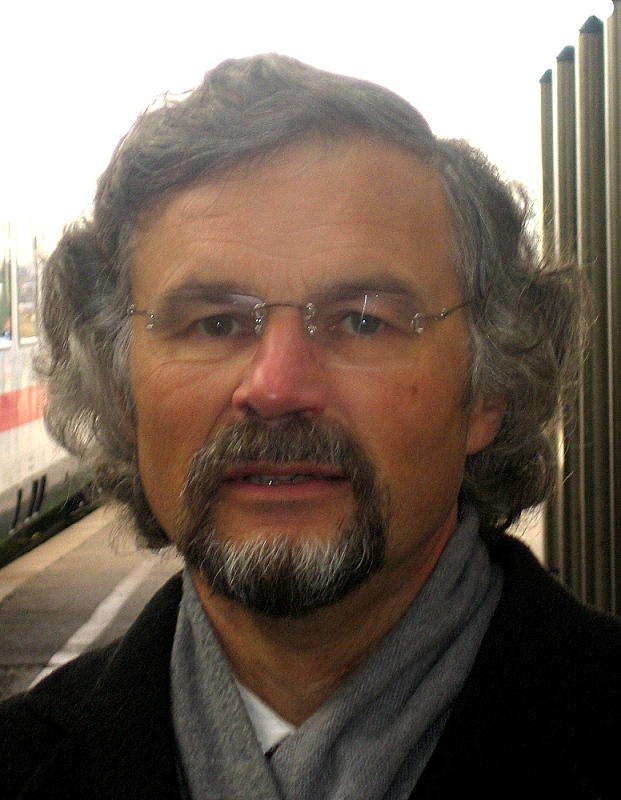
Hans-Joachim Ritter Bundesvorsitzender 1989–1993
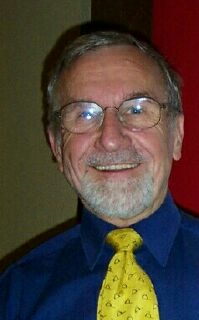
Bernd Richter Bundesvorsitzender 1993–1995
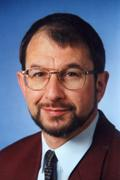
Hans Mangold Bundesvorsitzender 1995–1997
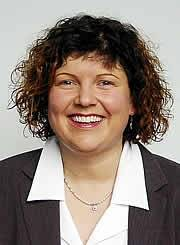
Susanne Bachmaier Bundesvorsitzende 1997–2000
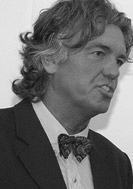
Uwe Dolata Bundesvorsitzender 2000–2003
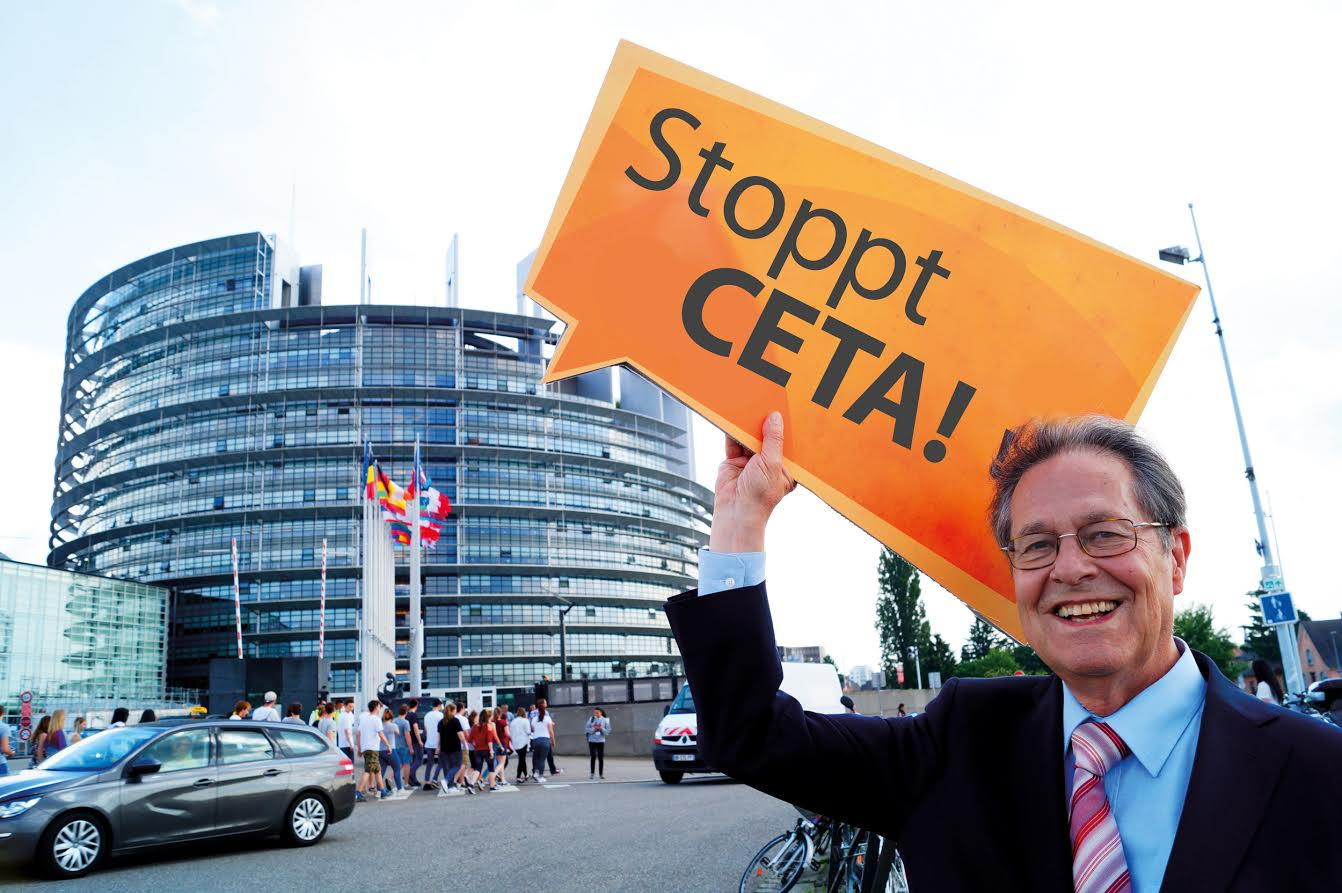
Klaus Buchner Bundesvorsitzender 2003–2010
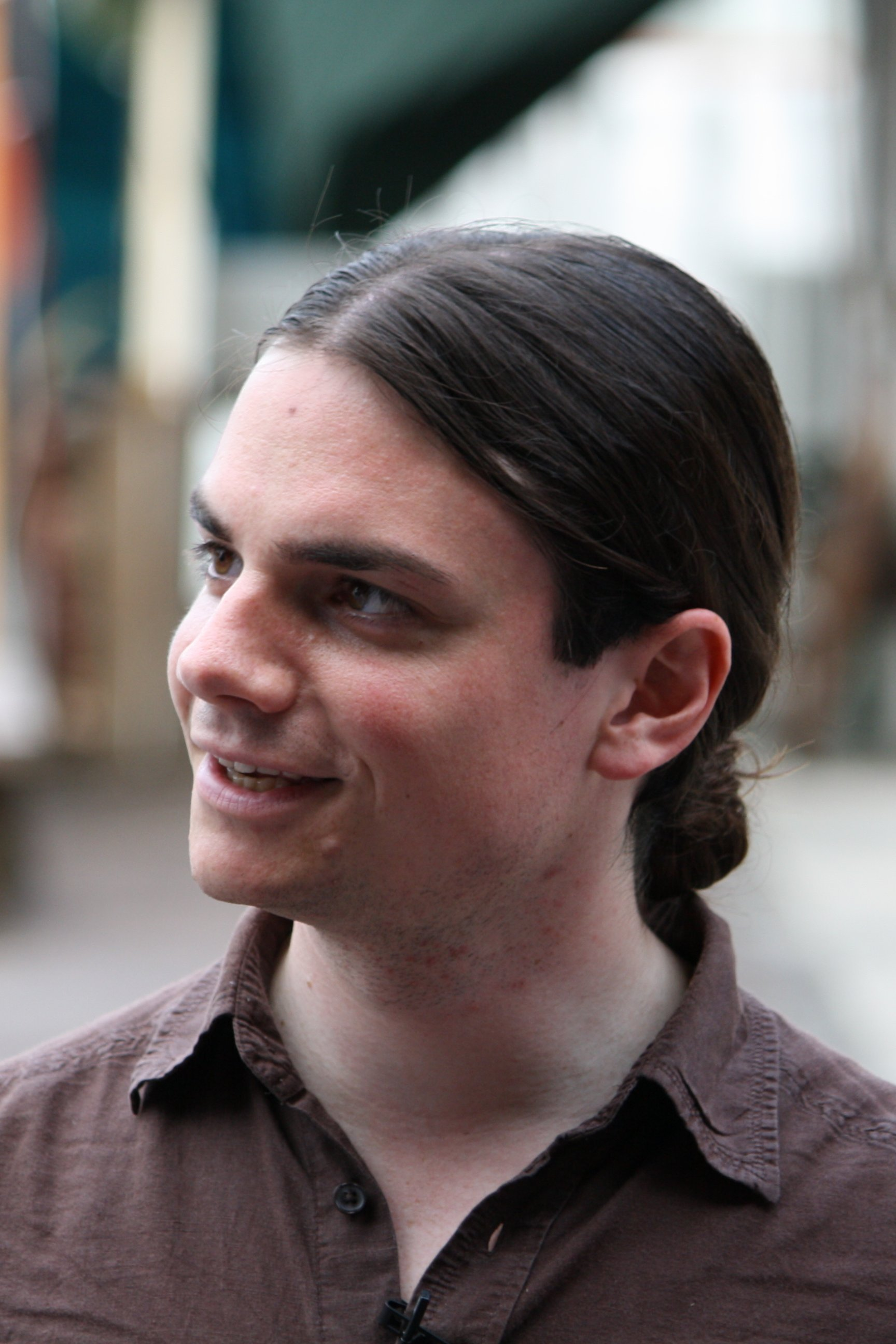
Sebastian Frankenberger Bundesvorsitzender 2010–2014
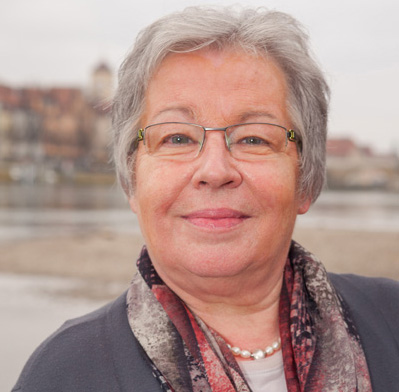
Gabriela Schimmer-Göresz Bundesvorsitzende 2014–2017
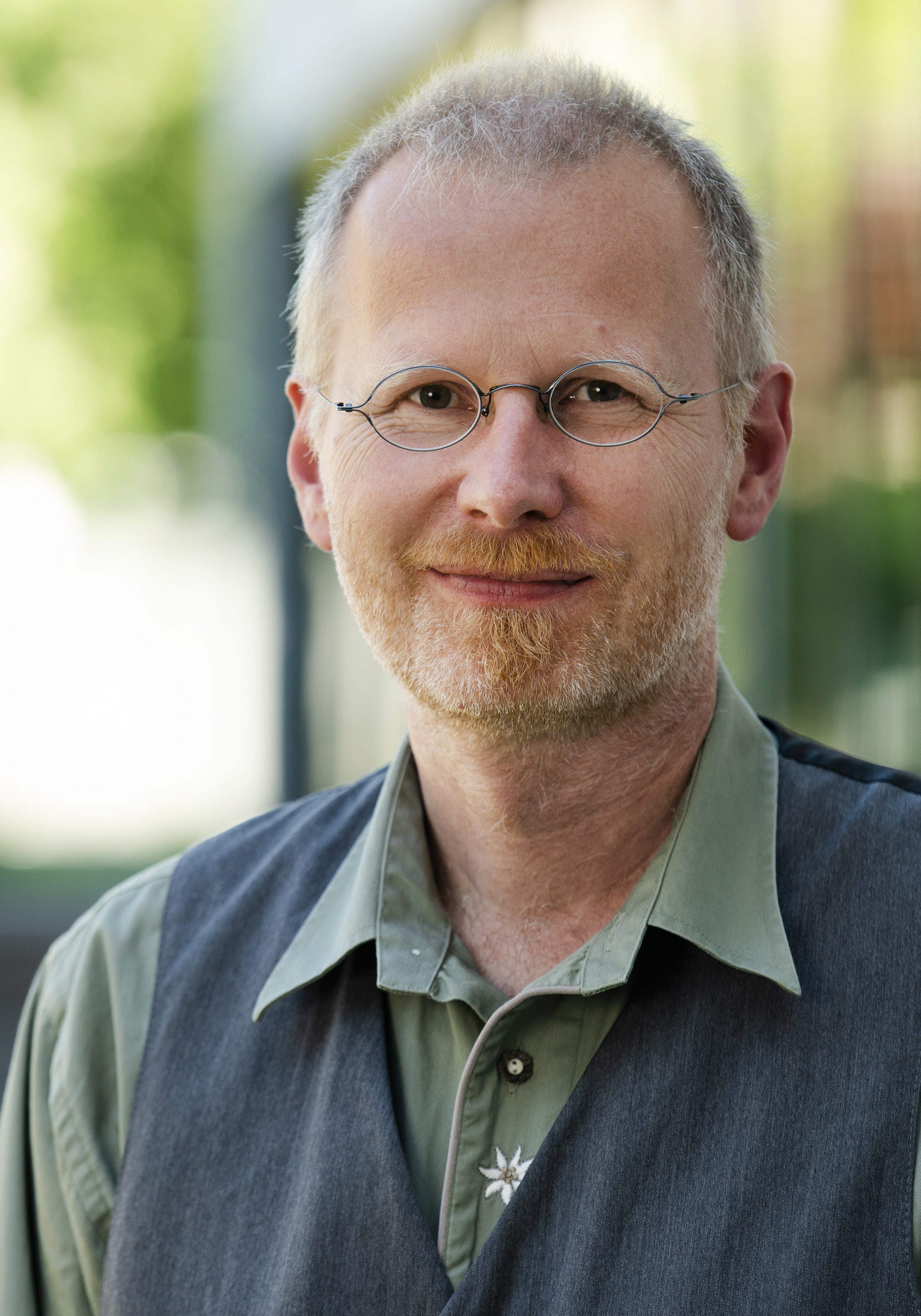
Christoph Raabs Bundesvorsitzender 2018–2020
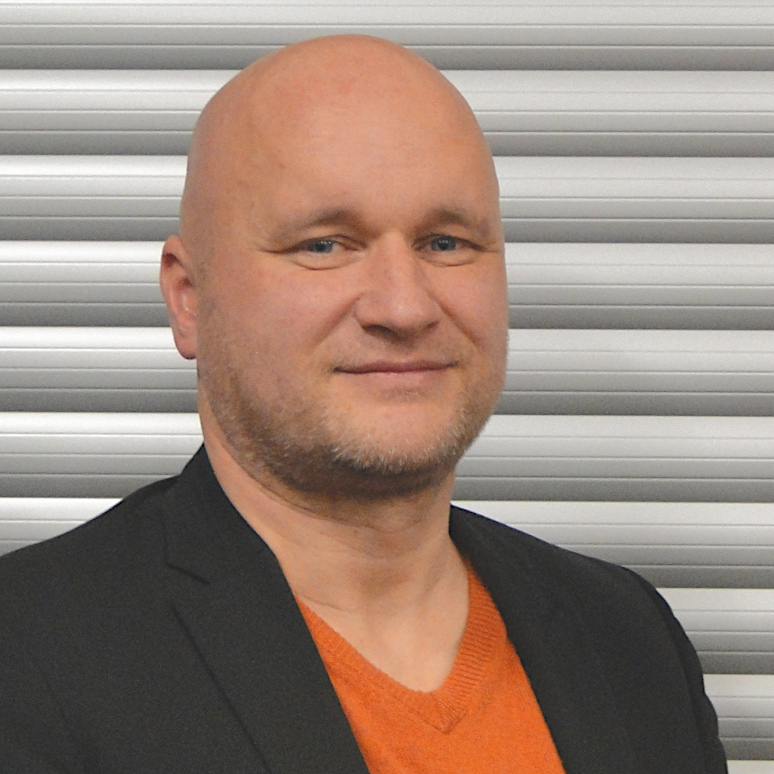
Christian Rechholz Bundesvorsitzender 2020–2022
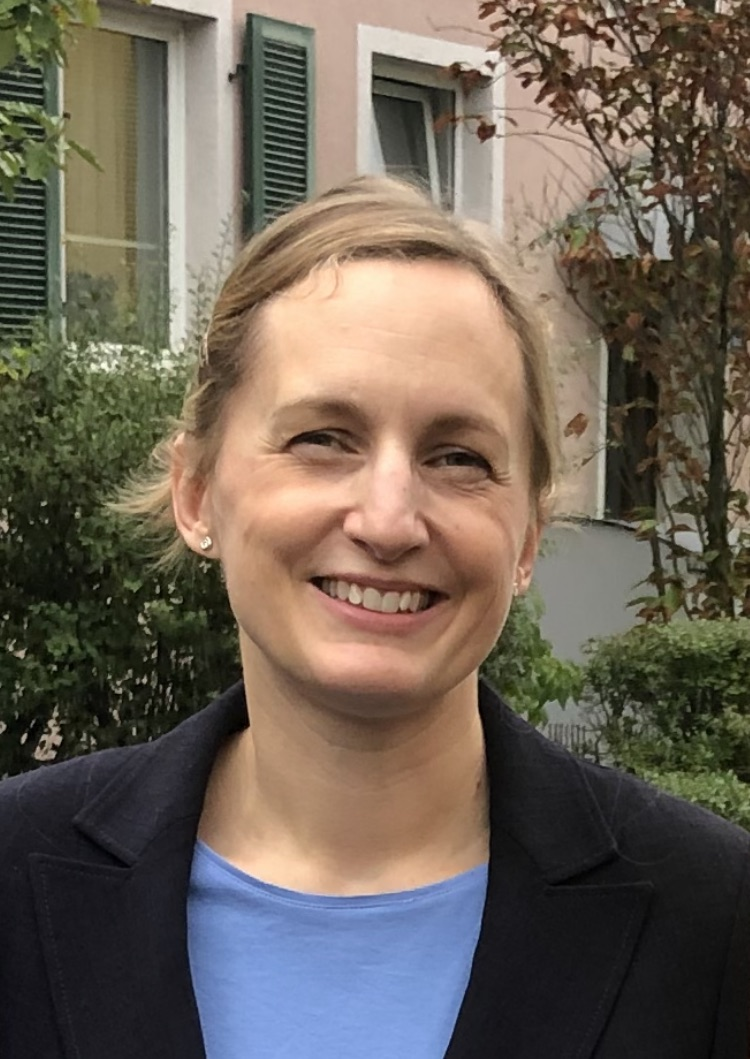
Charlotte Schmid Bundesvorsitzende 2022–2024
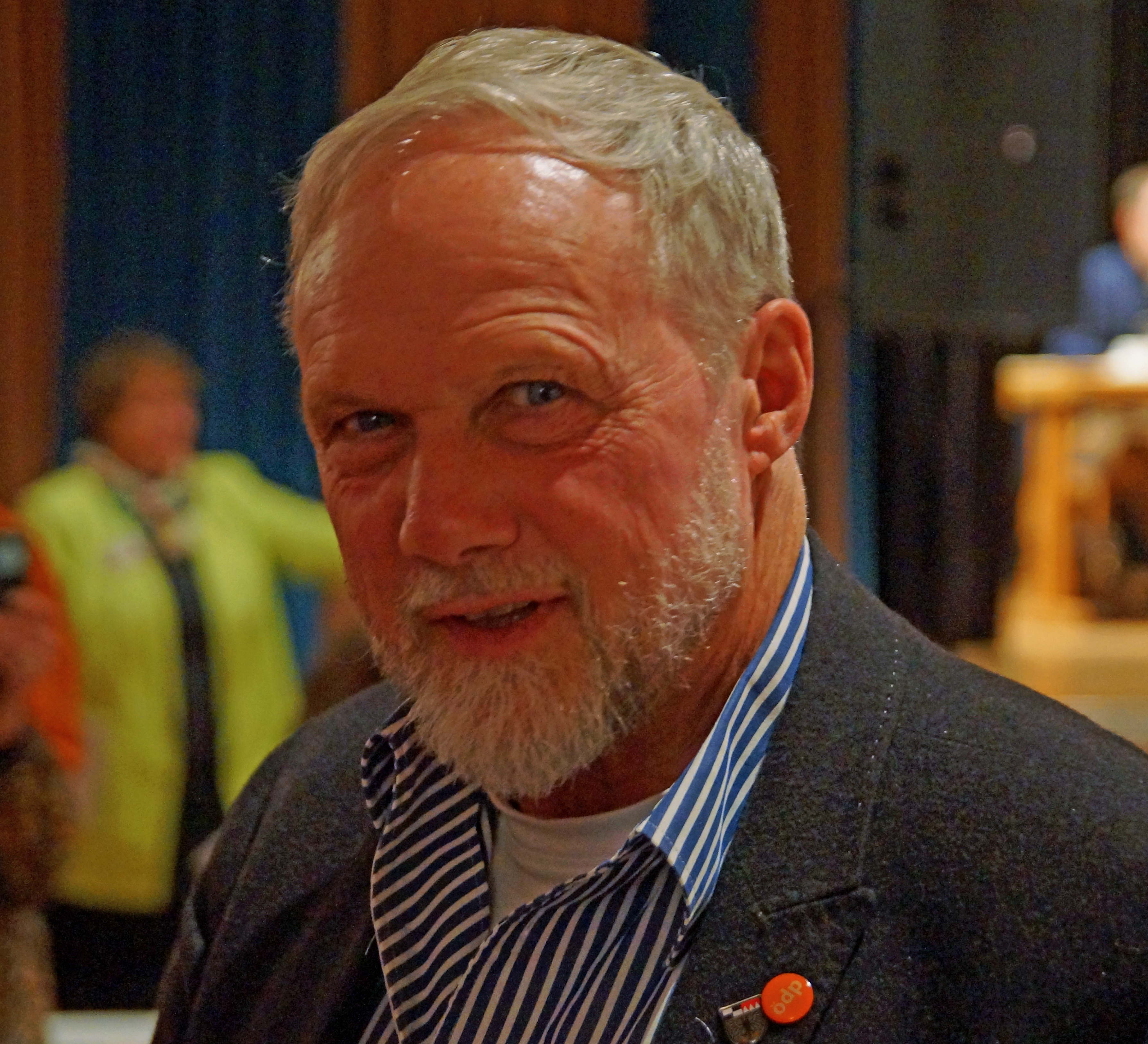
Günther Brendle-Behnisch Bundesvorsitzender seit 2024

### Ökologischer Rat, Kommissionen und Bundesarbeitskreise
Der Ökologische Rat ist ein beratendes Gremium aus Wissenschaftlern und Fachleuten, dessen Mitglieder auf Vorschlag des Bundesvorstandes vom Bundesparteitag auf vier Jahre berufen werden. Seine Aufgabe ist die wissenschaftliche Beratung der Organe und Mandatsträger der Partei.
Die Erarbeitung von Programmentwürfen ist Aufgabe der Bundesprogrammkommission, während die Bundessatzungskommission Vorschläge zur Weiterentwicklung der Satzung einbringt. Auf Bundes- und Landesebene existieren Schiedsgerichte, die zuständig sind für die Schlichtung innerparteilicher Streitigkeiten und über Parteiausschlussverfahren entscheiden.
In den für alle Mitglieder offenstehenden und thematisch gegliederten Bundesarbeitskreisen werden inhaltliche Diskussionen geführt.
Anfang 2023 gab es folgende Bundesarbeitskreise:
- BAK Arten- und Naturschutz
- BAK Asyl und Integration
- BAK Bildungspolitik
- BAK Christen in der ÖDP
- BAK Demokratie, Außenpolitik und Europa
- BAK Digitalisierung
- BAK Familie und Soziales
- BAK Frauen
- BAK Gesundheit
- BAK Humanökologisches Grundeinkommen
- BAK Klima- und Umweltschutz, Verkehr und Energie
- BAK Kommunalpolitik
- BAK Landwirtschaft, Tierschutz und Gentechnik
- BAK Mobilfunk
- BAK Queer
- BAK Teilhabe
- BAK Wirtschaft und Finanzen

### Bundesvereinigungen und nahestehende Organisationen
Die Bundesvereinigungen sind selbstständige Organisationen, die nicht der Schiedsgerichtsbarkeit der Partei unterstehen. Eine Mitgliedschaft in einer Bundesvereinigung setzt keine Parteimitgliedschaft voraus. Es existieren in der ÖDP zwei Bundesvereinigungen:
- die 1992 gegründeten Jungen Ökologen als Jugendorganisation der ÖDP; diese war bis 2011 zusätzlich noch als eigenständiger Verein eingetragen.

Bis August 2005 gab es einen Studentenverband der ÖDP unter der Bezeichnung Ökologisch-Demokratische Studierende, kurz öds.

### Landesverbände
Die ÖDP hat Landesverbände in allen Bundesländern. Auf kommunaler Ebene existieren mehr als 200 Gebietsverbände, schwerpunktmäßig in den mitgliederstarken Landesverbänden Bayern und Baden-Württemberg.

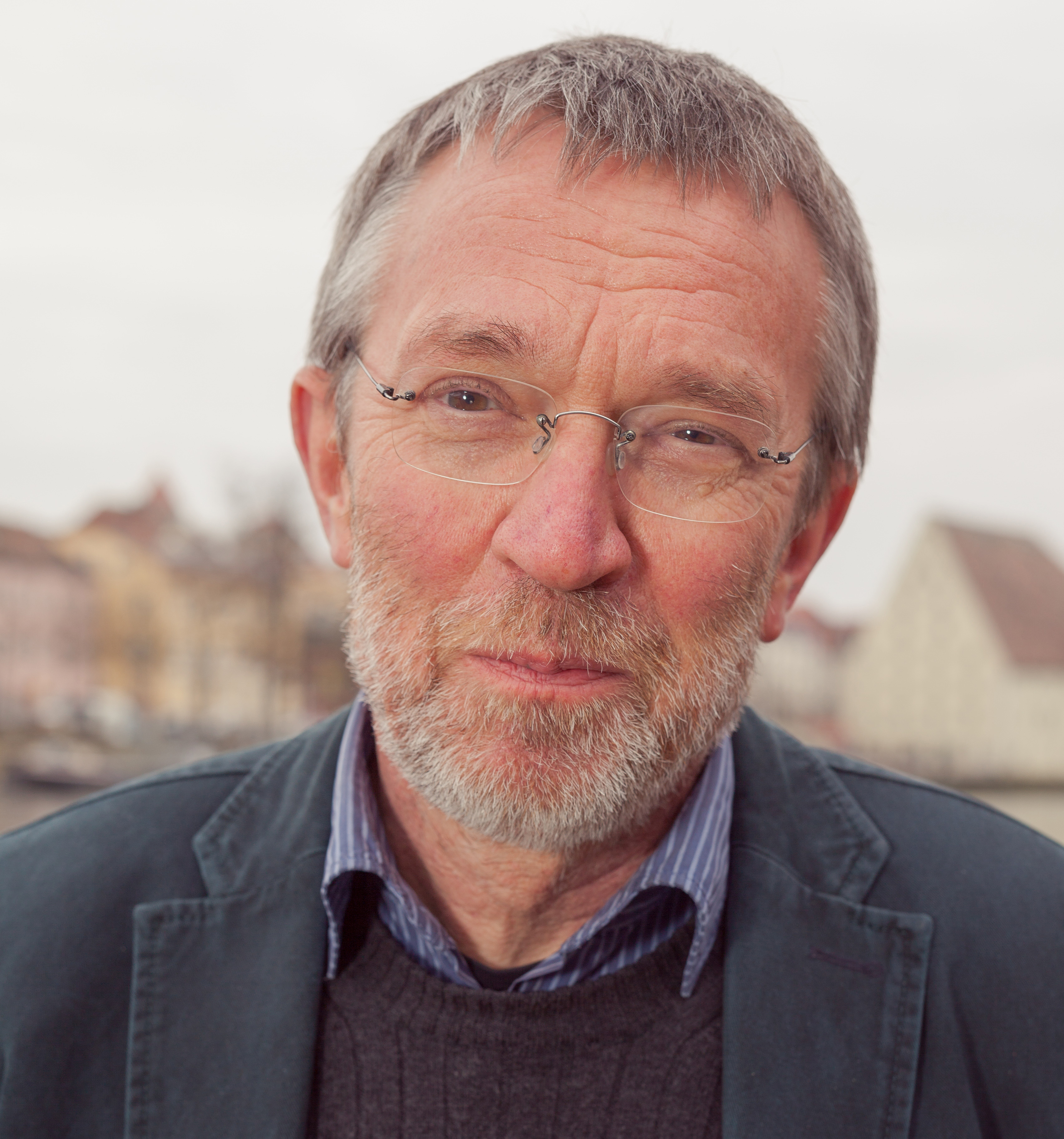
Bernhard Suttner (2017), Vorsitzender des bayerischen Landesverbandes der ÖDP von 1991 bis 2011

|                                                                     | Landesverband          | Vorsitzender               | Ergebnis der letzten Wahl des Landesparlaments | Ergebnis der Bundestagswahl 2021 |
| ------------------------------------------------------------------- | ---------------------- | -------------------------- | ---------------------------------------------- | -------------------------------- |
| Baden-Württemberg                                                   | Baden-Württemberg      | Guido Klamt                | 0,8 % (2021)                                   | 0,3 %                            |
| Bayern                                                              | Bayern                 | Agnes Becker / Tobias Ruff | 1,8 % (2023)                                   | 0,7 %                            |
| Berlin                                                              | Berlin                 | Andrea Brieger             | 0,1 % (2023)                                   | 0,2 %                            |
| Brandenburg                                                         | Brandenburg            | Markus Maria Sorge         | 0,9 % (2024) 1                                 | 0,2 %                            |
| Bremen                                                              | Bremen                 | Kara Tober                 | 0,4 % (2023)                                   | 0,1 %                            |
| Hamburg                                                             | Hamburg                | Daniela Schattmann         | 0,7 % (2020)                                   | 0,4 %                            |
| Hessen                                                              | Hessen                 | Markus Hutter              | 0,2 % (2023)                                   | 0,1 %                            |
| Mecklenburg-Vorpommern                                              | Mecklenburg-Vorpommern | Ernst Meixner              | 0,1 % (2021)                                   | 0,1 %                            |
| Niedersachsen                                                       | Niedersachsen          | Yorck Müller-Dieckert      | 0,0 % (2022)                                   | 0,1 %                            |
| Nordrhein-Westfalen                                                 | Nordrhein-Westfalen    | Jens Andreas Geibel        | 0,1 % (2022)                                   | 0,1 %                            |
| Rheinland-Pfalz                                                     | Rheinland-Pfalz        | Johannes Schneider         | 0,7 % (2021)                                   | 0,2 %                            |
| Saarland                                                            | Saarland               | Jorgo Chatzimarkakis       | 0,1 % (2022)                                   | 0,4 %                            |
| Sachsen                                                             | Sachsen                | Jens Gagelmann             | 0,1 % (2024)                                   | 0,2 %                            |
| Sachsen-Anhalt                                                      | Sachsen-Anhalt         | Michael Freisleben         | 0,1 % (2021)                                   | 0,1 %                            |
| Schleswig-Holstein                                                  | Schleswig-Holstein     | Hildegard Meyer            | 0n. a. (2022)                                  | 0,1 %                            |
| Thüringen                                                           | Thüringen              | Martin Truckenbrodt        | 0,2 % (2024)                                   | 0,2 %                            |
| Legende: n. a. – nicht angetreten, N.N. – Amt derzeit nicht besetzt |                        |                            |                                                |                                  |

### Mitglieder und Wähler

#### Formalien der Mitgliedschaft
Parteimitglied kann laut Satzung jede Person werden, die „die deutsche Staatsbürgerschaft oder ihren ständigen Wohnsitz in der Bundesrepublik Deutschland hat, mindestens 14 Jahre alt ist und Satzung sowie Grundsatzprogramm anerkennt“. Weibliche Mitglieder sind laut Satzung automatisch Mitglied in der Bundesvereinigung Frauen in der ÖDP, sofern sie nicht widersprechen. Die ÖDP bietet seit August 2002 eine „Schnuppermitgliedschaft“ an, die es ermöglicht, ein Jahr lang kostenlos Parteimitglied zu sein.
Unvereinbar mit einer Mitgliedschaft in der ÖDP ist die gleichzeitige Mitgliedschaft bei Scientology.
Da die ÖDP für eine strikte Trennung von Wirtschaft und Politik eintritt, untersagt sie in § 14 der Satzung ihren Abgeordneten und Vorstandsmitgliedern bezahlte Aufsichtsratsmitgliedschaften „bei einem auf Gewinn ausgerichteten Unternehmen“ sowie Beraterverträge.

#### Herkunft und Zusammensetzung der Mitgliedschaft
Die Mitglieder kommen überwiegend aus dem bürgerlichen Lager. Unter den Kandidaten zur Bundestagswahl 1990 befanden sich viele Studenten und Akademiker, so dass die ÖDP daraufhin als „eine deutlich akademisch geprägte Partei der neuen Mittelschichten“ charakterisiert wurde.
Die ÖDP hatte nach eigenen Angaben am 30. September 2021 bundesweit 8.225 Mitglieder, wovon mit 5.159 fast zwei Drittel aus Bayern kamen.

### Medien

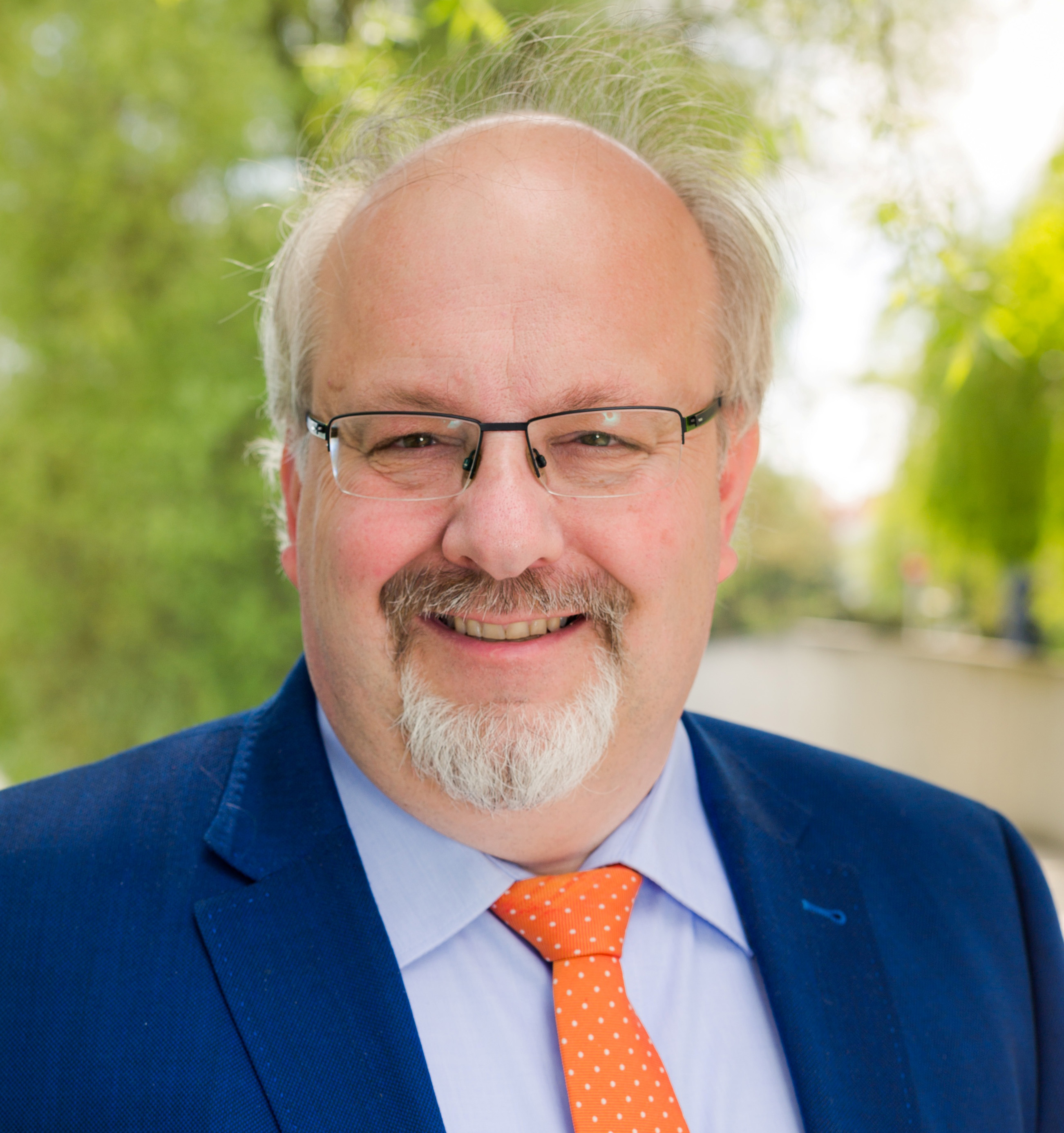
Claudius Moseler, Generalsekretär der ÖDP

Neben der Bundesgeschäftsstelle in Würzburg unterhält die ÖDP in Mainz ein kommunalpolitisches Büro, das vom ÖDP-Generalsekretär Claudius Moseler geleitet wird. Die Parteizeitung trägt den Namen ÖkologiePolitik. Sie erscheint vierteljährlich in einer Auflage von 6.700. Die Chefredaktion verantwortet Günther Hartmann.
Die ÖDP verleiht die Auszeichnung Goldene Schwalbe an ausgewählte Personen, die sich für Ökologie oder Demokratie engagieren. Preisträger sind unter anderem Franz Alt, Hans Herbert von Arnim, Harry Rosin und Ernst Ulrich von Weizsäcker. Letzterer nahm den Preis jedoch ausdrücklich nicht der ÖDP wegen an, sondern nur in Wertschätzung des früheren Bundesvorsitzenden Herbert Gruhl.

## Politische Tätigkeit

### Parlamentarische Tätigkeit

ÖDP-Plakat gegen das Kernkraftwerk Temelín

Ende 2018 hatte die ÖDP etwa 470 Mandate auf kommunaler Ebene, davon mehr als 380 in Bayern. In den Bezirkstagen in Bayern hat sie insgesamt fünf Abgeordnete. In Länderparlamenten und dem Bundestag war die ÖDP bisher nicht vertreten. 2014 und 2019 wurde Klaus Buchner ins Europaparlament gewählt. Am 16. Juli 2020 rückte Manuela Ripa an seine Stelle nach. Die ÖDP-Abgeordneten gehörten zunächst der Fraktion Die Grünen/Europäische Freie Allianz, nach der Wahl 2024 wechselte Ripa zur Fraktion der Europäischen Volkspartei.
Ausgeprägt ist ein sehr starkes Süd-Nord-Gefälle. Auf Ebene der Landkreise und kreisfreien Städte hat die Partei bislang in den Landkreisen Ravensburg und Rottweil sowie in den Städten Passau, Memmingen, Ansbach, Straubing und Bottrop ihre besten Wahlergebnisse erzielt.
Die parlamentarische Arbeit der ÖDP befasst sich schwerpunktmäßig mit den Themen „Umwelt“ und „direkte Demokratie“. Listenverbindungen sowie Ausschuss- und Fraktionsgemeinschaften geht die ÖDP am häufigsten mit den Grünen, Wählergemeinschaften und der FDP ein, seltener mit CDU, CSU, SPD oder der Bayernpartei.
Koalitionen auf kommunaler Ebene gibt und gab es sowohl unter Führung der Union als auch mit der SPD und den Grünen. Früher bestehende Koalitionen aus SPD, Grünen, ÖDP und weiteren Gruppen wurden damals z. B. in München und Augsburg als „Regenbogenkoalition“ bezeichnet.

### Außerparlamentarische Tätigkeit

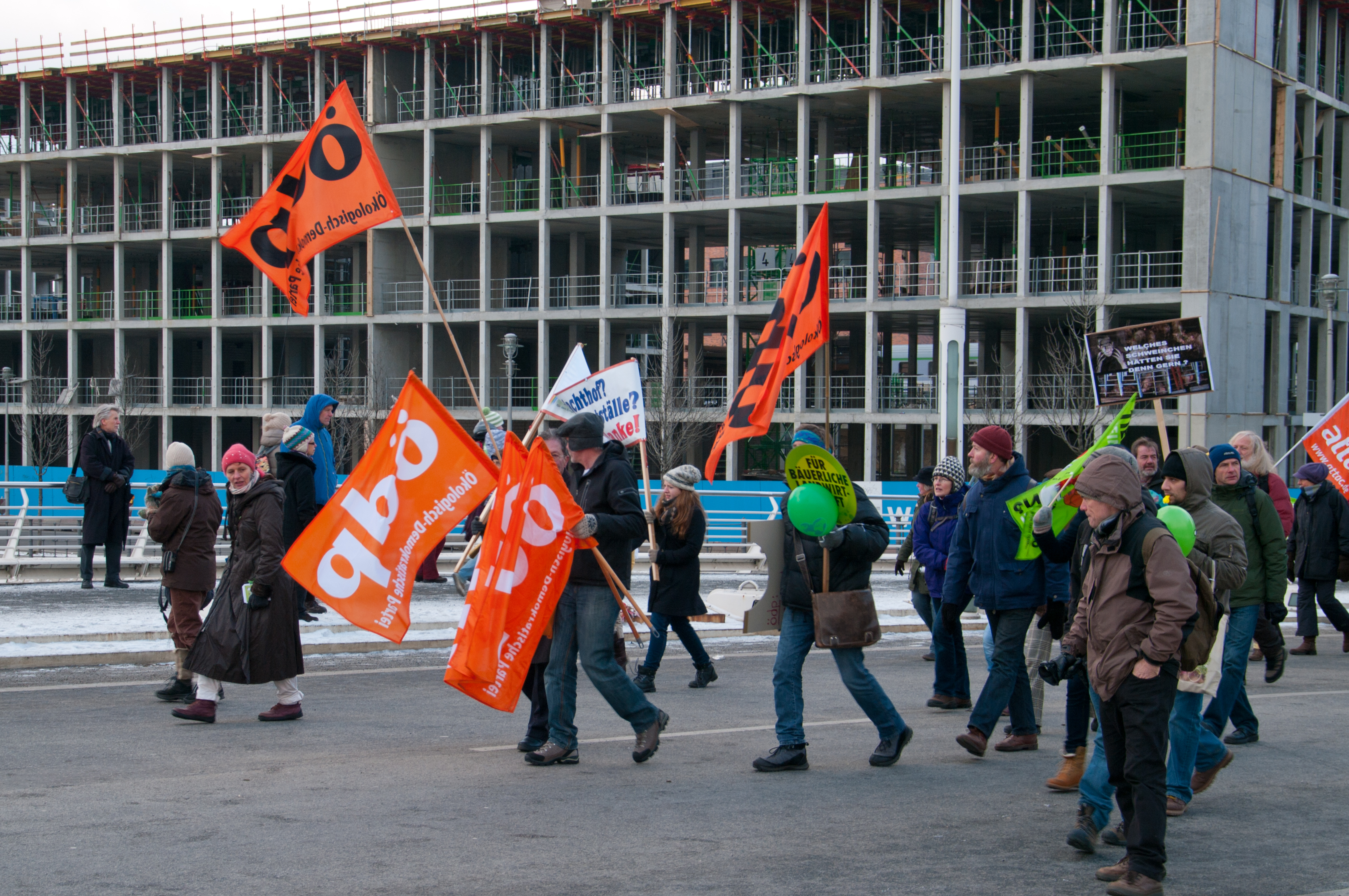
Vertreter der ÖDP auf der Demonstration Wir haben es satt! 2013.

Mitglieder und Verbände der ÖDP beteiligen sich an Aktionen zu Umweltthemen, z. B. gegen Gentechnik, Klonen, Feinstaub, Bau von Atomkraftwerken sowie an lokalen Bürgerbegehren.
In den Jahren 1996 und 1997 initiierte die ÖDP in Bayern das Volksbegehren „Schlanker Staat ohne Senat“. Beim Volksentscheid am 8. Februar 1998 stimmten 69,2 % der Wähler für die Abschaffung des bayerischen Senats, der daraufhin zum 1. Januar 2000 aufgelöst wurde. Anschließend kündigte die ÖDP ein Volksbegehren an, wonach der Landtag von 204 auf 145 Sitze verkleinert werden sollte. Nachdem der Bayerische Landtag eine Verkleinerung des Landtags auf 180 Abgeordnete beschlossen hatte, nahm die ÖDP davon Abstand.
Auch die Volksbegehren zur Verkleinerung von Staatsregierung und zur Streichung von vier geplanten Standorten für Atomkraftwerke in Bayern hat die ÖDP nicht eingebracht, da der Landtag die Forderungen im Vorfeld teilweise oder ganz erfüllte. Das Volksbegehren Gerecht sparen, auch an der Spitze wurde am 6. Mai 2005 vom Bayerischen Verfassungsgerichtshof nicht zugelassen. Die Volksbegehren zu Menschenklonen und Mobilfunk erreichten die erforderliche Anzahl an Unterstützungsunterschriften nicht, im Gegensatz zum wiederum erfolgreichen Volksbegehren Für echten Nichtraucherschutz!.
Außerdem hat die ÖDP bereits mehrfach mit Hilfe von Klagen Gesetze auf ihre Konformität mit dem Grundgesetz und anderen bestehenden Gesetzen überprüfen lassen. So hat die Partei erreicht, dass die Höhe des von der bayerischen Landesregierung eingeführten Büchergeldes für bayerische Schulen regelmäßig einer Überprüfung durch den Landtag unterzogen werden müsse, worauf es von der Landesregierung abgeschafft wurde. Weiterhin hat die ÖDP mit Erfolg dagegen geklagt, dass Unternehmen in öffentlicher Hand (z. B. Wasserwerke der Kommunen), unter Berufung auf Geheimhaltungspflichten, Informationen über öffentliches Gut verbergen können, da dies dem Prinzip der Informationsfreiheit widerspricht.
Die ÖDP beteiligt sich an dem im April 2012 vom Verein Mehr Demokratie gegründeten Bündnis „Europa braucht mehr Demokratie“, an dem auch der Bund der Steuerzahler, die Piratenpartei Deutschland und der Bundesverband Freie Wähler Deutschland teilnehmen.

## Außenwahrnehmung

### Allgemein
Die ÖDP wird generell als bürgerlich-konservativer Teil der Umweltbewegung wahrgenommen. Programmatische Unterschiede zu den Grünen gab es zunächst vor allem in Fragen der Außenpolitik (Zustimmung der ÖDP zu NATO und EG), dem Verhältnis zur parlamentarischen Demokratie (Zustimmung der ÖDP zum Gewaltmonopol des Staates) sowie zu Familie (eher traditionelles Verständnis) und Schwangerschaftsabbruch (Abtreibungsgegner).
Zur Zeit des Wirkens des ersten Bundesvorsitzenden Herbert Gruhl wurde die ÖDP ab Mitte der achtziger Jahre vor allem in politisch linken Kreisen mit Rechtsparteien wie REP, DVU und NPD in einem Atemzug genannt. Dies verstärkte sich mit dem Ergebnis der Landtagswahl in Baden-Württemberg 1988, als die Partei mit 1,4 % erstmals ein nennenswertes Ergebnis auf überregionaler Ebene erzielen konnte. Der ehemalige SS-Untersturmführer sowie Pfarrer der anthroposophischen Christengemeinschaft Werner Georg Haverbeck, wurde 1982, als sich die ÖDP konzipierte, wissenschaftlicher Berater und Mitglied im „Ökologischen Rat“ der Partei. Die Vorwürfe der Rechtslastigkeit nahmen nach Gruhls Rücktritt vom Bundesvorsitz im Jahr 1989 allmählich ab, wenngleich sie aus der politischen Linken teilweise immer noch erhoben werden, etwa von der früheren Grünen-Politikerin Jutta Ditfurth. Prominente Rechtsextremisten zogen sich bald wieder zurück, wie der Parteimitgründer und stellvertretende Bundesvorsitzende Baldur Springmann bereits nach wenigen Monaten, oder wurden später aus der Partei ausgeschlossen, wie die Holocaustleugnerin Ursula Haverbeck. Gruhl verortete die ÖDP nach seinem Parteiaustritt 1991 als den Grünen sehr nahestehend.
1989 hat die ÖDP einen bis heute unverändert gültigen „Grundsatzbeschluss zur Abgrenzung der ÖDP von den Rechtsparteien“ beschlossen, in dem es unter anderem heißt: „Nationalismus ist die übersteigerte, intolerante Erscheinungsform des Nationalbewusstseins. Er widerspricht scharf dem Grundsatzprogramm der ÖDP, das der weltweiten Solidarität, dem Frieden und der Demokratie verpflichtet ist.“
Am 2. Mai 2021 wurde auf dem Bundesparteitag zusätzlich ein Abgrenzungsbeschluss gegen Verschwörungstheorien beschlossen.
In „neurechten“ Zeitschriften wird die Partei nach ihrer Spaltung als „links“ oder auch „linkskatholisch“ eingestuft.
Aufgrund der Tatsache, dass die Partei in Bayern zahlreiche Volksbegehren initiierte, wurde sie im Jahr 2001 von der Welt als „eine Art bayerische APO“ charakterisiert.

### Wissenschaftliche Bewertungen
Bis heute uneinheitlich blieb die Einschätzung bei Politikwissenschaftlern, ob die ÖDP nach 1989 als eher „rechts von der Mitte“ stehend beschrieben werden kann, was der Heidelberger Politologe Jürgen Wüst 1993 bejahte. Er nannte diesbezüglich eine Nähe zu Positionen des Philosophen Robert Spaemann. Aufgrund der personellen und inhaltlichen Neupositionierung der Partei wird für die ÖDP teilweise eine deutliche „Verschiebung nach links“ betont und auch eine Verortung als „linke Mitte“ vorgenommen.

### Umfeld

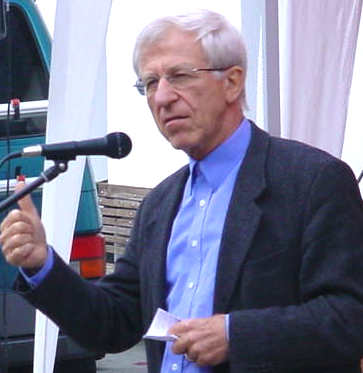
Der Journalist Franz Alt war einige Zeit ein prominenter Fürsprecher der ÖDP

Als einer der prominentesten Unterstützer der ÖDP außerhalb der Partei galt lange Zeit der Journalist Franz Alt, dem Gruhl bereits Ende der siebziger Jahre seine wachsenden Differenzen zu seiner damaligen Partei, der CDU, anvertraute. Seit der Parteigründung äußerte sich Alt, der selbst bis 1988 Mitglied der CDU blieb, mehrfach positiv über die ÖDP, so beispielsweise im Vorfeld der Bundestagswahl 2002. Als Alt dem damaligen CDU-Generalsekretär Heiner Geißler einen offenen Brief anlässlich seines Parteiaustritts schrieb, empfahl er der Anhängerschaft seiner früheren Partei das Grundsatzprogramm der ÖDP als Lektüre.
Die vom Schweizer Wirtschaftswissenschaftler Hans Christoph Binswanger entwickelte Idee einer ökologischen Steuerreform wurde von der Partei aufgegriffen. Der Parteienkritiker Hans Herbert von Arnim vertrat die ÖDP bei ihrer Verfassungsklage gegen die Reform der Parteienfinanzierung.

### Verhältnis zu anderen Parteien
Die Parteigründer der ÖDP waren teilweise auch bei der Entstehung der Grünen beteiligt. Sie verließen die Partei, weil sie die Grünen als zu „linkslastig“ empfanden, und warfen diesen unter anderem einen „rosa-roten Utopismus“ vor. Darüber hinaus lehnte die ÖDP die damalige radikal basisdemokratische Parteistruktur bei den Grünen ab (Rotation von Mandatsträgern, Trennung von Amt und Mandat usw.).
Nach der Neupositionierung der ÖDP ab 1989 gab es im Folgejahr innerhalb der Partei Bestrebungen, mit den Grünen und dem Bündnis 90 zu fusionieren. Auf kommunaler Ebene kam es zu Fraktionsgemeinschaften und gemeinsamen Listen mit den Grünen, so 2004 in Zweibrücken beziehungsweise im Landkreis Biberach.
Nach den gescheiterten Versuchen auf Bundesebene, die ÖDP zu einem Zusammengehen mit den Grünen zu bewegen, wurden verstärkt die Unterschiede betont. So warf die ÖDP den Grünen „faule Kompromisse“ beim Atomausstieg vor. Des Weiteren kritisiert die ÖDP, dass die Grünen sich den Interessen der Wirtschaft beugten, da sie Firmenspenden annähmen. Programmatische Differenzen zwischen beiden Parteien bestehen bei der Legalisierung von Drogen, in der Abtreibungsdebatte und hinsichtlich des Lissaboner Vertrags.
Mitte 2004 gab es Kooperationsgespräche mit der Familien-Partei Deutschlands (FAMILIE). Bei der saarländischen Landtagswahl 2004 kandidierten ÖDP-Mitglieder auf den Listen der Familien-Partei, sie erreichte 3,0 Prozent. Bei der Bundestagswahl 2005 verzichtete die ÖDP zugunsten der Familienpartei auf eine Kandidatur. Bei der Landtagswahl in Baden-Württemberg 2006 und in Rheinland-Pfalz 2006 verzichtete die Familienpartei zugunsten der ÖDP.

## Geschichte

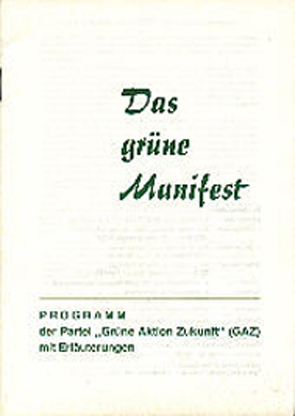
Programm der GAZ

### Vorgeschichte und Entstehung
Die Gründung der ÖDP geht auf Herbert Gruhl zurück. 1969 zog er für die CDU in den Bundestag ein und wurde umweltpolitischer Sprecher seiner Fraktion. Bereits Anfang der siebziger Jahre hielt er als erster Bundestagsabgeordneter eine Rede zum Thema „Umwelt“. 1975 bekam er größere Bekanntheit durch sein Buch Ein Planet wird geplündert – Die Schreckensbilanz unserer Politik. Die Differenzen zwischen ihm und der CDU wurden in der Folgezeit insbesondere in der Umweltpolitik zunehmend größer: So war er in seiner Fraktion der einzige Gegner der Kernenergie und stieß mit seinem Ziel, das Thema „Umwelt“ im Programm der CDU zu verankern, auf nur geringe Resonanz in der eigenen Partei.
Am 12. Juli 1978 verließ er schließlich Partei und Fraktion. Am Folgetag gründete er die Grüne Aktion Zukunft (GAZ). Im politischen Magazin Report des Südwestfunks verlas er anschließend einen offenen Brief an den CDU-Vorsitzenden Helmut Kohl. Darin warf er ihm mangelnde Sensibilität in den Überlebensfragen der Menschheit vor und erklärte seinen Austritt aus der CDU. Die GAZ, deren Vorsitzender Gruhl wurde, war die erste bundesweite Partei mit dem Themenschwerpunkt Ökologie. Am 17. und 18. März 1979 beteiligte sich die GAZ anlässlich der bevorstehenden Europawahl am 10. Juni desselben Jahres in Frankfurt am Main an der Bildung der gemeinsamen Wahlliste der Sonstigen Politischen Vereinigung (SPV)-Die Grünen. Gruhl und die spätere Grünen-Politikerin Petra Kelly wurden zu den Spitzenkandidaten gewählt. Bei der Europawahl erzielte diese Vereinigung 900.000 Stimmen und 3,2 %.
Die GAZ beteiligte sich 1980 an der Gründung der Grünen, dennoch behielt sie formal ihre Selbständigkeit. Mit ihren konservativen und postmateriellen Positionen geriet sie jedoch bald ins Hintertreffen und beklagte, der Einfluss politisch weit links stehender Kräfte sei zu stark geworden. Als auf dem Parteitag in Dortmund am 21./22. Juni 1980 der linke Parteiflügel endgültig die Oberhand gewann, zog sich die GAZ aus dem Parteibündnis zurück.
Sie bildete anschließend mit anderen Umwelt-Gruppierungen wie der Grünen Liste Schleswig-Holstein und der Bremer Grünen Liste, die die Grünen ebenfalls als zu links empfanden, die Grüne Föderation, die eine lose Vereinigung mit dem Ziel einer Parteigründung darstellte und später in Ökologische Föderation umbenannt wurde.

### Die Zeit unter Herbert Gruhl (1982–1989)

Parteilogo von 1982 bis 1997

Am 23. und 24. Januar 1982 wurde von der Ökologischen Föderation in Wiesbaden schließlich die Ökologisch-Demokratische Partei gegründet. Der Parteitag beschloss ebenso das erste Grundsatzprogramm der Partei. Bereits im Oktober 1981 waren in Bayern und Baden-Württemberg die ersten Landesverbände gegründet worden. Auf dem ersten öffentlichen Bundesparteitag, der am 6. und 7. März in Bad Honnef stattfand, wurde Gruhl zum ersten Bundesvorsitzenden gewählt. Zum Zeitpunkt ihrer Gründung hatte die ÖDP etwa 1750 Mitglieder. Im Februar 1987 wurde in Bonn die Studenten-Organisation der ÖDP, Ökologisch-Demokratische Studenten (ÖDS) später Ökologisch-Demokratische Studierende (öds), zunächst als reine Hochschulgruppe gegründet. Auf dem Saarbrücker Parteitag 1989 wurde die gleichnamige Dachorganisation gegründet.
In den ersten Jahren ihres Bestehens wurde die ÖDP von der politischen Linken kritisch beobachtet und erntete den Vorwurf, dass es ihr an einer Abgrenzung gegenüber rechten Kräften mangelte. In diesem Zusammenhang wurde der ÖDP häufig der Vorwurf des Ökofaschismus gemacht. Gruhl wurde vorgeworfen, dass er sich immer mehr nationalistischen Ideen angenähert habe, weil er unter anderem meinte, unkontrollierte Zuwanderung würde ökologische Probleme mit sich bringen. Gruhl selbst bestritt, seine Positionen seit der Gründung der GAZ im Jahr 1978 verändert zu haben, und lehnte es ab, sich einen „Richtungsstreit“ aufzwingen zu lassen, für den „Munition […] teils von den Grünen, meist jedoch von lächerlichen links außen stehenden Gruppen“ bezogen werde. Da die meisten Mitglieder der ÖDP diese Vorwürfe jedoch teilten und in die Partei hineintrugen, fassten sie einen „Grundsatzbeschluß der ÖDP zur Abgrenzung von den Rechtsparteien“, der im Februar 1989 auf dem Bundesparteitag in Saarbrücken laut Protokoll „mit großer Mehrheit“, angenommen wurde. Der Beschluss nahm eine Abgrenzung konkret zu Republikanern, NPD sowie DVU vor und richtete sich im Grundsatz gegen die politische Besetzung von Themen wie „Nationalbewußtsein“ worin Gruhl und auch einige Mitglieder eine Absage an die Wiedervereinigungsoption Deutschlands erblickten. Herbert Gruhl trat wegen dieser Vorgänge und wegen persönlicher Differenzen zurück. Neuer Bundesvorsitzender der ÖDP wurde Hans-Joachim Ritter.

### Die Zeit unter Hans-Joachim Ritter (1989–1993)

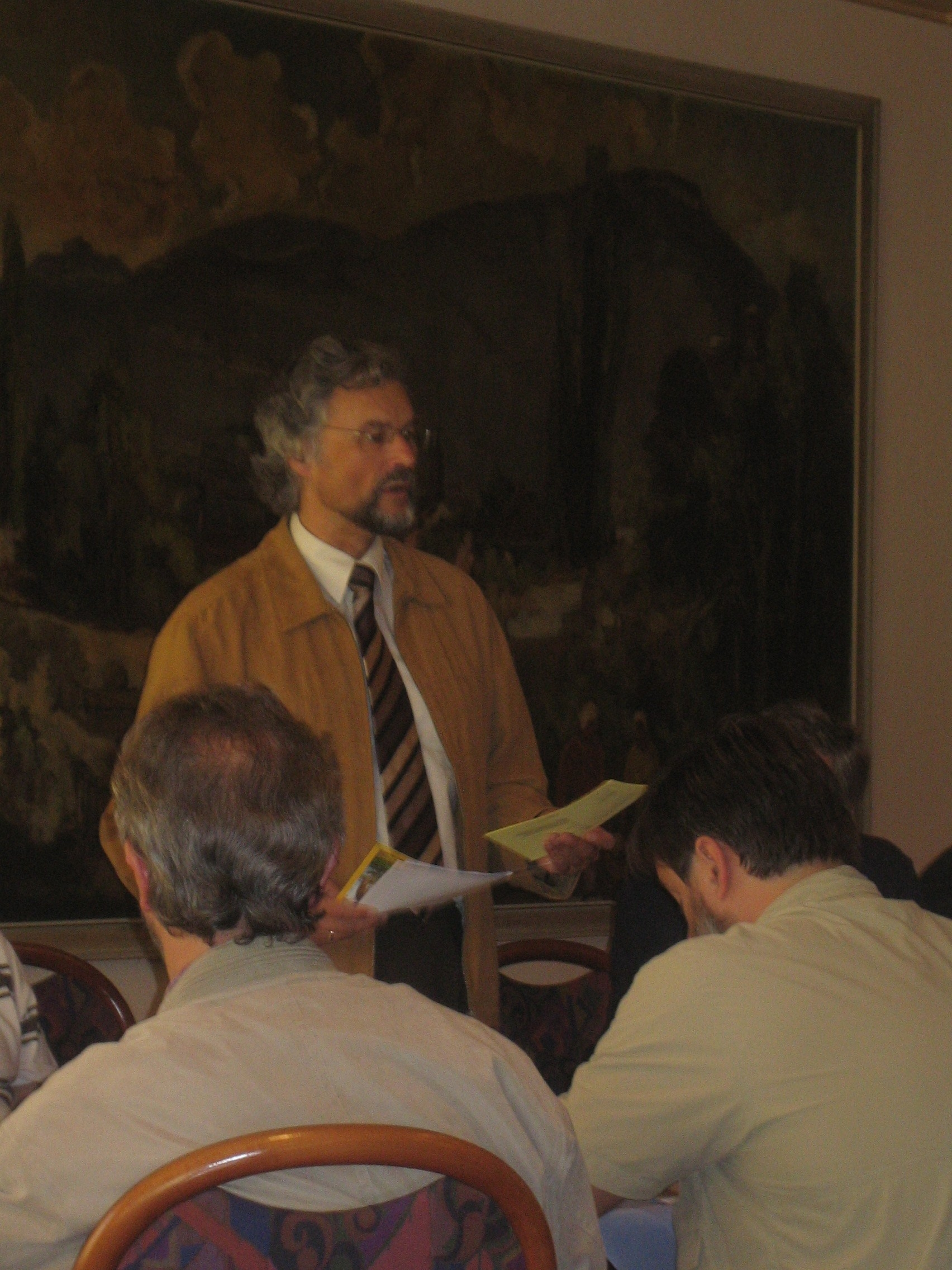
Hans-Joachim Ritter, Bundesvorsitzender der ÖDP von 1989 bis 1993

Kurz nach der Bundestagswahl 1990 trat Herbert Gruhl aus der ÖDP, die für ihn nur mehr eine „christlich-fundamentalistische Partei“ war, aus. Eine Gruppe von rund 300 Mitgliedern verließ die Partei ebenfalls und schloss sich der neu gegründeten Vereinigung Unabhängige Ökologen Deutschlands (UÖD) an. 1991 wurde die Unvereinbarkeit einer gleichzeitigen Mitgliedschaft von UÖD und ÖDP beschlossen.
Unter dem neuen ÖDP-Vorsitzenden Hans-Joachim Ritter wurde ein Zusammengehen mit den Grünen und dem Bündnis 90 angestrebt. Während Teile des Bündnis 90 der ÖDP aufgeschlossen gegenüberstanden, scheiterte das „Dreierbündnis“ vor allem am Widerstand der westdeutschen Grünen.
Am 5. September 1992 wurde in Backnang die Jugendorganisation Die Jungen Ökologen (jö) gegründet, nachdem es zuvor schon verschiedene der Mutterpartei nahestehende Jugendinitiativen auf regionaler Ebene gegeben hatte.

ÖDP-Logo von 1997 bis 2007

ÖDP-Plakat aus dem Jahr 1999

### Innerparteiliche Konflikte (1993–2000)
Nachdem Hans-Joachim Ritter bereits 1992 die ÖDP-nahe Stiftung für Ökologie und Demokratie gegründet hatte, deren Vorsitzender er seither ist, entschloss er sich 1993 dazu, sein Amt als ÖDP-Bundesvorsitzender abzugeben, um Interessenkonflikte mit seiner neuen Tätigkeit zu vermeiden. Nachfolger wurde Bernd Richter.
Bei der bayerischen Landtagswahl am 25. September 1994 erzielte die ÖDP mit 2,1 % ihr bisher bestes Landtagswahlergebnis. Danach geriet die Partei jedoch in einen Abwärtstrend und musste bei vielen Wahlen Stimmenverluste hinnehmen. Außerhalb Bayerns verlor die ÖDP zudem viele ihrer kommunalen Mandate. Während die Mitgliederzahlen in den neunziger Jahren in Bayern zunahmen, waren sie in den anderen Bundesländern rückläufig. Darüber hinaus wechselte der Bundesvorsitz seit 1993 häufig: Richter unterlag 1995 in einer Kampfabstimmung Hans Mangold, der 1997 wiederum von Susanne Bachmaier abgelöst wurde.
1997 wurde ein neues Logo geschaffen, das Kürzel der Partei mit Kleinbuchstaben geschrieben und ein neues Grundsatzprogramm verabschiedet.
In den Jahren 1996 und 1997 initiierte die ÖDP in Bayern erfolgreich das Volksbegehren „Schlanker Staat ohne Senat“. Ende 1998 erreichte die Mitgliederzahl mit knapp 7.200 ihren bisherigen Höchststand. 1999 klagte die ÖDP in Nordrhein-Westfalen vor dem Landesverfassungsgericht erfolgreich gegen die Fünf-Prozent-Sperrklausel im Kommunalwahlgesetz, die daraufhin ersatzlos gestrichen wurde.

### Konsolidierung (2000–2004)
Ende 2000 wurde Uwe Dolata neuer Bundesvorsitzender. 2001 bewirkte die ÖDP durch ihre Mobilisierung in Niederbayern (vor allem in Form von Bürgerbegehren), dass E.ON die Lieferverträge mit dem Kernkraftwerk im tschechischen Temelín kündigte.
Auf dem ÖDP-Bundesparteitag am 8. und 9. März 2003 in Coburg kam es zu einer Kampfabstimmung zwischen dem seit 2000 amtierenden Bundesvorsitzenden Uwe Dolata und seinem Stellvertreter Klaus Buchner, die Buchner mit 120:68 Stimmen für sich entscheiden konnte. Während Dolata für eine Konzentration der ÖDP auf Bayern eingetreten war, hatte Buchner für die Fortsetzung des bundesweiten Engagements der Partei plädiert. Dolata gehörte anschließend dem Bundesvorstand noch anderthalb Jahre als stellvertretender Bundesvorsitzender an. Am 29. November selben Jahres wurde in Mainz auf Initiative der ÖDP das Parteienbündnis WEP gegründet, in dem die ÖDP und ihre Partner-Parteien aus anderen Staaten seitdem Mitglied sind.
Gegen das beschlossene Gesetz zur Parteienfinanzierung, das vorsah, dass nur Parteien, die in mindestens drei Bundesländern mehr als ein Prozent der Stimmen erhielten, in den Genuss der Wahlfinanzierung kämen, und das am 1. Januar 2005 in Kraft getreten wäre, führte die ÖDP zusammen mit dem Verfassungsrechtler und Parteienkritiker Hans Herbert von Arnim, der die Partei in diesem Rechtsstreit als Anwalt vertrat und vertritt, ein Organstreitverfahren vor dem Bundesverfassungsgericht, dem sich die GRAUEN angeschlossen hatten. Mit der Entscheidung des Bundesverfassungsgerichts vom 26. Oktober 2004 wurde der Antrag der ÖDP für begründet erachtet und das Gesetz für verfassungswidrig erklärt.

### Entwicklung seit 2004

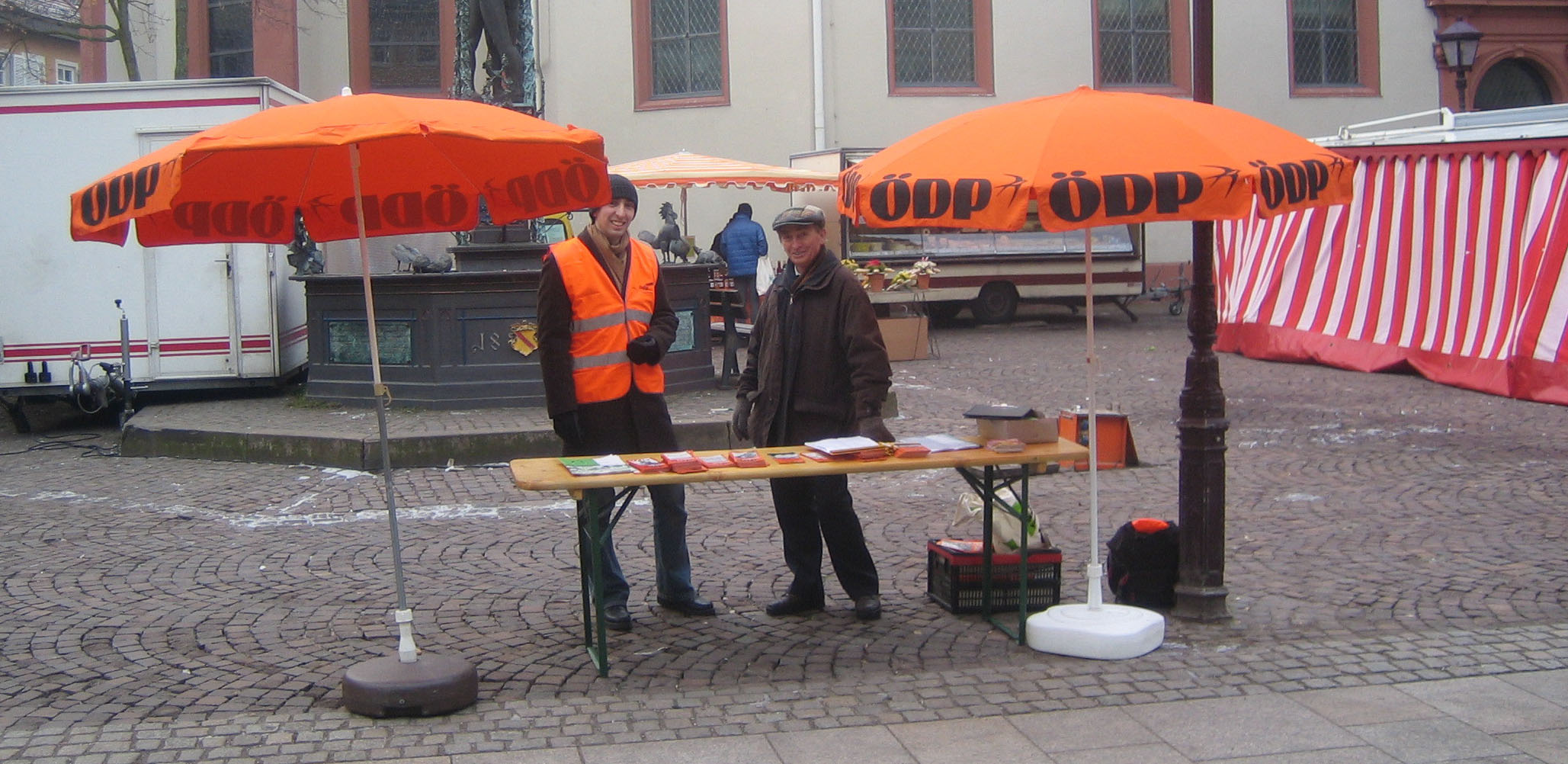
ÖDP-Infostand Anfang 2006 in Karlsruhe-Durlach zur Landtagswahl in Baden-Württemberg

Es gab Kooperationsgespräche mit der Familien-Partei Deutschlands im Hinblick auf die saarländische Landtagswahl 2004 und die vorgezogene Bundestagswahl 2005. Gegen die vorgezogene Bundestagswahl 2005 reichten ÖDP und Familien-Partei Klage vor dem Bundesverfassungsgericht ein, da sich die Frist zur Sammlung von Unterstützungsunterschriften drastisch verkürzte. Das Bundesverfassungsgericht wies diese Klage im August 2005 ab. Die Familien-Partei verzichtete als Teil der Vereinbarung auf eine Kandidatur bei den Landtagswahlen in Baden-Württemberg und Rheinland-Pfalz am 26. März 2006 und unterstützte die ÖDP. Die Zusammenarbeit zwischen ÖDP und Familienpartei ist auf Bundesebene beendet worden, nachdem letztere Ende 2006 ihre Beschlüsse für eine Fusion zurückzog.
Bei der Landtagswahl in Sachsen-Anhalt 2006 beteiligte sich die ÖDP mit der Tierschutzpartei, den GRAUEN und Wählergemeinschaften an der Listenverbindung Gerechtigkeit, Umwelt, Tierschutz. Das Bündnis erreichte 0,8 % der Stimmen.
Am 27. März 2008 klagte die ÖDP vor dem Bundesverfassungsgericht gegen den EU-Reformvertrag. Laut dem Bundesvorsitzenden Buchner „widerspricht [der Vertrag] in vielen Aspekten unserem deutschen Grundgesetz.“ Zur bayerischen Landtagswahl am 28. September 2008 trat die ÖDP unter der Bezeichnung Ökologisch-Demokratische Partei / Bündnis für Familien an.
Per Einstweiliger Anordnung ließ die ÖDP dem Bayerischen Jugendring untersagen, den Wahl-O-Mat zur Landtagswahl freizuschalten, da die ÖDP berücksichtigt werden wollte. Der Bayerische Jugendring sah nur die Berücksichtigung von Parteien vor, die im Landtag bereits vertreten sind oder bei den letzten Sonntagsfragen mehr als 3 % erreicht hatten. Da auf der Grundlage der Begründung des Verwaltungsgerichts München sieben weitere Klein- und Kleinstparteien die Beteiligung hätten erzwingen können, verzichtete der Bayerische Jugendring auf die Veröffentlichung des Wahl-O-Mats.

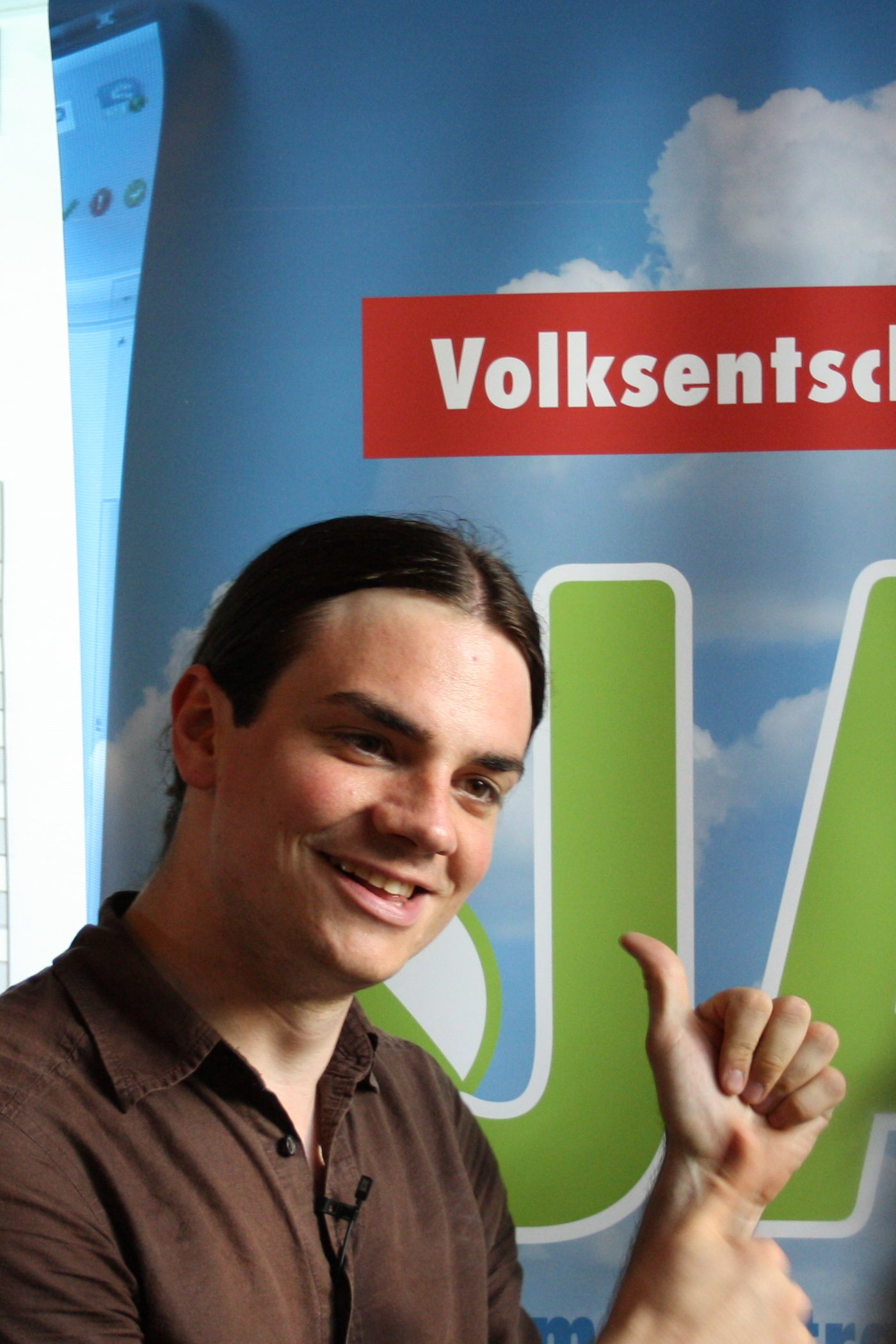
Sebastian Frankenberger, Initiator des Volksbegehrens „Für echten Nichtraucherschutz!“

Das von der bayerischen ÖDP initiierte Volksbegehren „Für echten Nichtraucherschutz!“ konnte Anfang Dezember 2009 rund 1,3 Millionen Unterschriften (13,9 %) auf sich vereinigen. Da die erforderliche 10-%-Hürde übersprungen wurde, fand am 4. Juli 2010 ein Volksentscheid zu diesem Thema statt, der mit 61 % der Stimmen bei einer Wahlbeteiligung von 37,7 % angenommen wurde. Seit Mai 2010 wird wieder die alte Schreibweise ÖDP statt ödp verwendet. Im November 2010 wurde Sebastian Frankenberger zum Bundesvorsitzenden gewählt; er löste damit Buchner ab, der aus Altersgründen nicht mehr kandidiert hatte.
Auf dem 48. Bundesparteitag am 15. und 16. November 2014 in Erlangen wurde Sebastian Frankenberger nicht mehr als Bundesvorsitzender wiedergewählt. Er unterlag im ersten Wahlgang gegen die Herausforderin Gabriela Schimmer-Göresz. Frankenberger kündigte im Frühjahr 2015 wegen innerparteilicher Querelen und Angriffe seinen Austritt an; in der Folgezeit verließen drei weitere Mitglieder des ehemaligen Bundesvorstandes die Partei.
Gabriela Schimmer-Göresz wurde im November 2016 als Vorsitzende bestätigt. Zur Bundestagswahl 2017 stellte die Partei ein ausführliches bundespolitisches Programm unter dem Motto „Mensch vor Profit“ auf. und trat in 13 Bundesländern mit einer Landesliste an. Außerdem wurden 75 Direktkandidaten aufgestellt. Zur Bundestagswahl richtete die Partei eine eigene Kampagnen-Webseite ein, menschvorprofit.de.
Gabriela Schimmer-Göresz trat zum Jahresende 2017 aus gesundheitlichen Gründen als Parteivorsitzende zurück, woraufhin Agnes Becker bis zur nächsten Neuwahl als kommissarische Vorsitzende tätig war. Beim Bundesparteitag am 5. Mai 2018 wurde der bisherige Schatzmeister Christoph Raabs zum neuen Bundesvorsitzenden gewählt.
2018 initiierte die ÖDP das Volksbegehren „Artenvielfalt & Naturschönheit in Bayern“ (bekannt geworden unter dem Motto „Rettet die Bienen“), das im Februar 2019 mit der Eintragung von 18,4 % der Wahlberechtigten als erfolgreichstes aller bisherigen Volksbegehren in Bayern abgeschlossen wurde.

## Wahlergebnisse
Seit den 1980er Jahren nimmt die ÖDP an Wahlen auf Bundes-, Landes-, Europa- und Kommunalebene teil. Die ÖDP erzielte ihre besten Wahlergebnisse überwiegend in ländlichen Gebieten und Mittelstädten Süddeutschlands, die Verankerung in Großstädten ist eher gering. Im Gegensatz zu den Grünen gibt es somit kein Stadt-Land-, sondern eher ein Land-Stadt-Gefälle.

### Bundestagswahlergebnisse
Bei der Bundestagswahl 1983 war die ÖDP nur mit einer Landesliste in Bayern angetreten. Nur bei den Bundestagswahlen 1990 und 1994 war die ÖDP in allen Bundesländern mit einer Landesliste wählbar. 1990 erreichte die ÖDP mit 0,44 % ihr bisher bestes Bundestagswahlergebnis. Das bedeutete gleichzeitig im Wahlgebiet West die Überwindung der 0,5-%-Hürde und damit die Rückerstattung von Wahlkampfkosten. Von 1990 bis 2002 waren die Ergebnisse der ÖDP bei Bundestagswahlen rückläufig; bei der Bundestagswahl 2005 trat die Partei zu Gunsten der Familien-Partei nicht an. Zur Bundestagswahl 2009 trat die ÖDP in acht Bundesländern an. Die Stimmenanzahl konnte somit im Vergleich zur letzten Wahlteilnahme auf Bundesebene 2002 (56.898) auf 132.249 deutlich mehr als verdoppelt werden. Dieses Ergebnis konnte sie bei der Bundestagswahl 2013 (127.088) in etwa halten und Bundestagswahl 2017 leicht verbessern. Bei der Bundestagswahl 2021 sank hingegen das Ergebnis der Partei, während bei der vorgezogenen Bundestagswahl 2025 die ÖDP nur in Bayern, Baden-Württemberg und Rheinland-Pfalz auf dem Wahlzettel stand. Selbst wenn man den Vergleich auf diese Bundesländer beschränkt, verlor sie deutlich.

Ergebnisse der ÖDP bei Bundestagswahlen (1983 bis 2017)

| Jahr | Stimmenanzahl | Stimmenanteil |
| ---- | ------------- | ------------- |
| 1983 | 011.028       | 0,0 %         |
| 1987 | 109.152       | 0,3 %         |
| 1990 | 205.206       | 0,4 %         |
| 1994 | 183.715       | 0,4 %         |
| 1998 | 098.257       | 0,2 %         |
| 2002 | 056.898       | 0,1 %         |
| 2005 | n. a.         | n. a.         |
| 2009 | 132.249       | 0,3 %         |
| 2013 | 127.088       | 0,3 %         |
| 2017 | 144.809       | 0,3 %         |
| 2021 | 112.314       | 0,2 %         |
| 2025 | 49.764        | 0,1 %         |

### Europawahlergebnisse

Ergebnisse der ÖDP bei Europawahlen (1984 bis 2019)

Die ÖDP tritt seit 1984 zu den Europawahlen mit einer bundesweiten Liste an. Bei den Europawahlen 1989 und 1994 übersprang die ÖDP die bei 0,5 % liegende Hürde für die Wahlkampfkostenerstattung, was ihr wieder 2004 (0,6 %) und 2009 (0,5 %) gelang. Bei der Europawahl 2014 gelang ihr, begünstigt durch den Umstand, dass die Sperrklausel nach einer Klage u. a. der ÖDP für nichtig erklärt worden war, mit 0,6 % der Einzug in das Europaparlament, wo sie gegenwärtig durch Manuela Ripa vertreten ist. Ein Mandat wurde auch 2019 und knapp 2024 gewonnen.
| Jahr | Stimmenanzahl | Stimmenanteil | Mandate |
| ---- | ------------- | ------------- | ------- |
| 1984 | 077.026       | 0,3 %         | 0       |
| 1989 | 184.309       | 0,7 %         | 0       |
| 1994 | 273.776       | 0,8 %         | 0       |
| 1999 | 100.048       | 0,4 %         | 0       |
| 2004 | 145.537       | 0,6 %         | 0       |
| 2009 | 134.893       | 0,5 %         | 0       |
| 2014 | 185.244       | 0,6 %         | 1       |
| 2019 | 370.006       | 1,0 %         | 1       |
| 2024 | 257.975       | 0,6 %         | 1       |

### Landtagswahlergebnisse
Das erste nennenswerte Ergebnis auf Landesebene gelang der ÖDP bei der Landtagswahl 1988 in Baden-Württemberg mit 1,4 %, das sie vorübergehend leicht ausbauen konnte. Seit 2001 liegen die Ergebnisse dort jedoch unter 1 %. In Bayern erreichte die ÖDP 1994 mit 2,1 % ihr bestes Ergebnis und konnte sich danach um 2 Prozent stabilisieren, bei der letzten Landtagswahl im Freistaat am 8. Oktober 2023 erreichte sie 1,8 %. In den anderen Bundesländern nahm die ÖDP oft nicht an Landtagswahlen teil oder erreichte seit 2007 lediglich Ergebnisse unter 0,5 %.
| | BW  | BY  | BE    | BB    | HB    | HH    | HE    | MV    | NI    | NW  | RP  | SL    | SN    | ST    | SH    | TH    |
| --- | --- | --- | ----- | ----- | ----- | ----- | ----- | ----- | ----- | --- | --- | ----- | ----- | ----- | ----- | ----- |
| 1982 |     | 0,4 |       |       |       | 0,2   |       |       |       |     |     |       |       |       |       |       |
| 1986 |     | 0,7 |       |       |       |       |       |       |       |     |     |       |       |       |       |       |
| 1987 |     |     |       |       |       | 0,1   |       |       |       |     | 0,4 |       |       |       | n. a. |       |
| 1988 | 1,4 |     |       |       |       |       |       |       |       |     |     |       |       |       | 0,1   |       |
| 1989 |     |     | 0,7   |       |       |       |       |       |       |     |     |       |       |       |       |       |
| 1990 |     | 1,7 | 0,3   | n. a. |       |       |       | n. a. | 0,1   | 0,5 |     | n. a. | n. a. | n. a. |       | n. a. |
| 1991 |     |     |       |       | n. a. | n. a. | n. a. |       |       |     | 0,9 |       |       |       |       |       |
| 1992 | 1,9 |     |       |       |       |       |       |       |       |     |     |       |       |       | n. a. |       |
| 1993 |     |     |       |       |       | 0,1   |       |       |       |     |     |       |       |       |       |       |
| 1994 |     | 2,1 |       | 0,1   |       |       |       | n. a. | 0,1   |     |     | 0,2   | n. a. | n. a. |       | 0,2   |
| 1995 |     |     | 0,3   |       | n. a. |       | 0,2   |       |       | 0,3 |     |       |       |       |       |       |
| 1996 | 1,5 |     |       |       |       |       |       |       |       |     | 0,5 |       |       |       | 0,1   |       |
| 1997 |     |     |       |       |       | 0,0   |       |       |       |     |     |       |       |       |       |       |
| 1998 |     | 1,8 |       |       |       |       |       | n. a. | 0,1   |     |     |       |       | n. a. |       |       |
| 1999 |     |     | n. a. | n. a. | n. a. |       | 0,1   |       |       |     |     | 0,3   | n. a. |       |       | n. a. |
| 2000 |     |     |       |       |       |       |       |       |       | 0,0 |     |       |       |       | n. a. |       |
| 2001 | 0,7 |     | 0,2   |       |       | n. a. |       |       |       |     | 0,3 |       |       |       |       |       |
| 2002 |     |     |       |       |       |       |       | n. a. |       |     |     |       |       | 0,1   |       |       |
| 2003 |     | 2,0 |       |       | n. a. |       | 0,1   |       | 0,1   |     |     |       |       |       |       |       |
| 2004 |     |     |       | n. a. |       | 0,1   |       |       |       |     |     | n. a. | n. a. |       |       | 0,2   |
| 2005 |     |     |       |       |       |       |       |       |       | 0,2 |     |       |       |       | n. a. |       |
| 2006 | 0,5 |     | 0,1   |       |       |       |       | n. a. |       |     | 0,2 |       |       | 0,8   |       |       |
| 2007 |     |     |       |       | n. a. |       |       |       |       |     |     |       |       |       |       |       |
| 2008 |     | 2,0 |       |       |       | 0,1   | n. a. |       | 0,1   |     |     |       |       |       |       |       |
| 2009 |     |     |       | n. a. |       |       | n. a. |       |       |     |     | n. a. | n. a. |       | n. a. | 0,4   |
| 2010 |     |     |       |       |       |       |       |       |       | 0,1 |     |       |       |       |       |       |
| 2011 | 0,9 |     | 0,1   |       | n. a. | 0,3   |       | 0,1   |       |     | 0,4 |       |       | 0,2   |       |       |
| 2012 |     |     |       |       |       |       |       |       |       | 0,1 |     | n. a. |       |       | n. a. |       |
| 2013 |     | 2,0 |       |       |       |       | 0,1   |       | n. a. |     |     |       |       |       |       |       |
| 2014 |     |     |       | n. a. |       |       |       |       |       |     |     |       | n. a. |       |       | n. a. |
| 2015 |     |     |       |       | n. a. | 0,4   |       |       |       |     |     |       |       |       |       |       |
| 2016 | 0,7 |     | 0,0   |       |       |       |       | n. a. |       |     | 0,4 |       |       | n. a. |       |       |
| 2017 |     |     |       |       |       |       |       |       | 0,1   | 0,2 |     | n. a. |       |       | n. a. |       |
| 2018 |     | 1,6 |       |       |       |       | 0,3   |       |       |     |     |       |       |       |       |       |
| 2019 |     |     |       | 0,6   | n. a. |       |       |       |       |     |     |       | 0,3   |       |       | 0,4   |
| 2020 |     |     |       |       |       | 0,7   |       |       |       |     |     |       |       |       |       |       |
| 2021 | 0,8 |     | 0,1   |       |       |       |       | 0,1   |       |     | 0,7 |       |       | 0,1   |       |       |
| 2022 |     |     |       |       |       |       |       |       | 0,0   | 0,1 |     | 0,1   |       |       | n. a. |       |
| 2023 |     | 1,8 | 0,1   |       | 0,4   |       | 0,2   |       |       |     |     |       |       |       |       |       |
| 2024 |     |     |       | 0,9 1 |       |       |       |       |       |     |     |       | 0,1   |       |       | 0,2   |
| 2025 |     |     |       |       |       | 0,2   |       |       |       |     |     |       |       |       |       |       |
| Legende: n. a. – nicht angetreten; orange – bestes Wahlergebnis (im jeweiligen Bundesland); Wahlergebnisse in Prozent |     |     |       |       |       |       |       |       |       |     |     |       |       |       |       |       |

 Von 1983 bis 1985 nahm die ÖDP an keiner Landtagswahl teil.

### Kommunalwahlen

Verteilung der kommunalen Mandate^{*} der ÖDP
ÖDP im Kreistag des Landkreises oder Stadtrat der kreisfreien Stadt vertreten
ÖDP in mindestens einer unteren Verwaltungseinheit (Gemeinde oder Ortschaft) oder auf regionaler Ebene (z. B. im Bezirkstag) vertreten
ÖDP nicht vertreten ^{*} dazu zählen Mandate von ÖDP-Mitgliedern und Parteilosen, die auf ÖDP-Listen kandidiert haben

Die ÖDP hat bundesweit rund 490 kommunale Mandate inne (Stand Juni 2022). Daher bezeichnet sich die ÖDP in ihrer Selbstdarstellung als die „erfolgreichste nicht-extremistische Kleinpartei in Deutschland“. Der überwiegende Teil der Mandate wurde in Bayern erreicht. Oberhalb der Kreisebene ist die ÖDP nach den jüngsten Wahlen in den Bezirkstagen von Oberbayern, Niederbayern, Schwaben und Mittelfranken sowie in der Regionalversammlung des Verbands Region Stuttgart vertreten.
| Bundesland          | ÖDP-Mandate | ÖDP-Mitglieder auf anderen Listen | Mandate in Großstädten                                                  |
| ------------------- | ----------- | --------------------------------- | ----------------------------------------------------------------------- |
| Baden-Württemberg   | 049         | —                                 | Region Stuttgart                                                        |
| Bayern              | 388         | 32                                | München, Nürnberg, Augsburg, Regensburg, Ingolstadt, Würzburg, Erlangen |
| Brandenburg         | 02          | —                                 | —                                                                       |
| Hessen              | —           | 04                                | —                                                                       |
| Niedersachsen       | 003         | 01                                | —                                                                       |
| Nordrhein-Westfalen | 011         | —                                 | Münster, Bottrop                                                        |
| Rheinland-Pfalz     | 028         | 07                                | Mainz                                                                   |
| Saarland            | —           | 02                                | —                                                                       |
| Sachsen             | —           | 01                                | —                                                                       |
| Thüringen           | 008         | —                                 | Erfurt                                                                  |
| Gesamt              | 489         | 47                                | —                                                                       |

Plakat der ÖDP zum Kommunalwahlkampf 2002

Bei der Kommunalwahl 1990 in Bayern erhielt die ÖDP erstmals Mandate in einer Zahl, die über lokale Einzelerfolge hinausgingen. Seit 1996 ist sie in der Mehrzahl der Landkreise und kreisfreien Städte Bayerns vertreten. In den niederbayerischen Gemeinden Kößlarn und Niederalteich amtieren seit mehreren Jahren Bürgermeister, die auf gemeinsamen Vorschlag der ÖDP und einer Wählervereinigung gewählt wurden, selbst jedoch keine ÖDP-Mitglieder sind. 2008 gingen in den bayerischen Gemeinden Burkardroth, Emskirchen und Pfreimd erstmals ÖDP-Mitglieder als Sieger aus den Bürgermeisterwahlen hervor. Im Mai selben Jahres wurde Urban Mangold (ÖDP) zum zweiten Bürgermeister von Passau gewählt. Am 30. März 2014 wurde Rolf Beuting (ÖDP/Bürgerforum Murnau) in einer Stichwahl zum Ersten Bürgermeister des Marktes Murnau am Staffelsee gewählt und trat sein Amt am 1. Mai 2014 an. Am 29. März 2020 wurde Rolf Beuting in einer Stichwahl wiedergewählt und trat seine zweite Amtszeit am 1. Mai 2020 an. Auch die Wahlen 2014 und 2020 verliefen für die Partei erfolgreich. 2020 erreichte sie auf Ebene der Kreistage und kreisfreien Städte landesweit 2,6 Prozent der Stimmen und 141 Mandate.
In Baden-Württemberg und Rheinland-Pfalz konnte die ÖDP 1989 und 1994 mehrere Kommunalmandate erringen. 1999 kam es teilweise zu einem Verlust dieser Mandate. In Denzlingen stellte sie von 2009 bis 2025 den Bürgermeister. In Nordrhein-Westfalen hat die ÖDP bei den Kommunalwahlen 1999, 2004 und 2009 vom Wegfall der Sperrklausel profitiert und konnte die Zahl der Sitze deutlich ausbauen. In Bottrop und Mainz hat die ÖDP seither ihren größten Zulauf außerhalb Süddeutschlands, dazu kommen Sitze in der kreisfreien Stadt Münster (1 Sitz), in der kreisangehörigen Stadt Lüdenscheid (1 Sitz), sowie in Bad Driburg, wo die ÖDP zum sechsten Mal mit aktuell zwei Mandaten in den Rat eingezogen ist. In den übrigen Bundesländern erreichte die ÖDP bislang nur vereinzelt kommunale Mandate, die meist nicht über einen längeren Zeitraum gehalten werden konnten.